# Hawaii Five-0/Episodenliste

Logo zur Serie

Diese Episodenliste enthält alle Episoden der US-amerikanischen Krimiserie Hawaii Five-0, sortiert nach der US-amerikanischen Erstausstrahlung. Die Fernsehserie umfasst zehn Staffeln mit 240 Episoden.

## Übersicht
| Staffel | Episodenanzahl | Erstausstrahlung USA | Erstausstrahlung USA | Deutschsprachige Erstausstrahlung | Deutschsprachige Erstausstrahlung |
| Staffel | Episodenanzahl | Staffelpremiere      | Staffelfinale        | Staffelpremiere                   | Staffelfinale                     |
| ------- | -------------- | -------------------- | -------------------- | --------------------------------- | --------------------------------- |
| 1       | 24             | 20. September 2010   | 16. Mai 2011         | 13. März 2011                     | 29. August 2011                   |
| 2       | 23             | 19. September 2011   | 14. Mai 2012         | 29. Januar 2012                   | 4. September 2012                 |
| 3       | 24             | 24. September 2012   | 20. Mai 2013         | 10. Februar 2013                  | 6. Januar 2014                    |
| 4       | 22             | 27. September 2013   | 9. Mai 2014          | 10. Januar 2014                   | 17. Oktober 2014                  |
| 5       | 25             | 26. September 2014   | 8. Mai 2015          | 30. September 2015                | 16. Dezember 2015                 |
| 6       | 25             | 25. September 2015   | 13. Mai 2016         | 7. September 2016                 | 22. Februar 2017                  |
| 7       | 25             | 23. September 2016   | 12. Mai 2017         | 31. Mai 2017                      | 15. November 2017                 |
| 8       | 25             | 29. September 2017   | 18. Mai 2018         | 2. Februar 2018                   | 17. Oktober 2018                  |
| 9       | 25             | 28. September 2018   | 17. Mai 2019         | 23. Januar 2019                   | 7. August 2019                    |
| 10      | 22             | 27. September 2019   | 3. April 2020        | 15. Januar 2020                   | 9. September 2020                 |

## Staffel 1
Die Erstausstrahlung der ersten Staffel war vom 20. September 2010 bis zum 16. Mai 2011 auf dem US-amerikanischen Sender CBS zu sehen. Die deutschsprachige Erstausstrahlung der ersten drei Folgen wurde am 13. und am 20. März 2011 auf Sat.1 gezeigt. Die deutschsprachige Erstausstrahlung der weiteren Folgen wurde vom 25. März bis zum 29. August 2011 auf dem Schweizer Sender 3+ ausgestrahlt.
| Nr. (ges.) | Nr. (St.) | Deutscher Titel               | Originaltitel            | Erstausstrahlung USA | Deutschsprachige Erstausstrahlung (D/CH) | Regie                | Drehbuch                                      | Zuschauer (USA) |
| --- | --------- | ----------------------------- | ------------------------ | -------------------- | ---------------------------------------- | -------------------- | --------------------------------------------- | --------------- |
| 1 | 1         | Aloha, Steve McGarrett        | Pilot                    | 20. Sep. 2010        | 13. März 2011                            | Len Wiseman          | Alex Kurtzman, Roberto Orci & Peter M. Lenkov | 14,20 Mio.      |
| Steve McGarrett, ein hochdekorierter Navy Seal, kommt zur Beisetzung seines ermordeten Vaters zurück nach Honolulu. Die hawaiianische Gouverneurin bittet ihn, eine neue Spezialeinheit zu leiten. Unterstützung erhält er von Danny Williams, einem Cop aus New Jersey, Chin Ho Kelly, einem ehemaligen Polizisten und Protegé von Steves Vater, und Chin Hos Cousine Kono Kalakaua, die gerade die Polizeischule absolviert. Die erste Mission des neuen Teams ist die Verfolgung von Victor Hesse, dem Mörder von Steves Vater.      |           |                               |                          |                      |                                          |                      |                                               |                 |
| 2 | 2         | Ein Sicherheitsrisiko         | Ohana                    | 27. Sep. 2010        | 13. März 2011                            | Brad Turner          | Sarah Goldfinger & Paul Zbyszewski            | 12,72 Mio.      |
| Ein Informatiker wird auf dem Weg zu einem Termin auf einem Stützpunkt der Air Force entführt. Sein Sohn wurde am Telefon Zeuge der Tat. Das Team versucht herauszufinden, woran der Wissenschaftler gearbeitet hat. Als auch Kono und der Sohn des Wissenschaftlers in die Hände der Entführer fallen, beginnt ein Rennen gegen die Zeit. Chin Ho hat währenddessen ein ganz anderes Problem: Konos bevorstehende Prüfung an der Polizeiakademie.                                                                                      |           |                               |                          |                      |                                          |                      |                                               |                 |
| 3 | 3         | In den besten Familien        | Malama Ka Aina           | 4. Okt. 2010         | 20. März 2011                            | Paul Edwards         | Carol Barbee & Kyle Harimoto                  | 12,24 Mio.      |
| Danny streitet sich mit seiner Ex-Frau Rachel (Claire van der Boom) um das Sorgerecht für seine Tochter Grace. Bei einem Footballspiel entdeckt er zwei finstere Typen, die er daraufhin verfolgt. Am Spielfeldrand kommt es zu einer Schießerei und Chin lässt einen der Verdächtigen laufen, da es sich um seinen Cousin handelt. Die Task-Force der Gouverneurin ermittelt und deckt eine Verbindung zur Mafia auf. |           |                               |                          |                      |                                          |                      |                                               |                 |
| 4 | 4         | Der Millionengewinn           | Lanakila                 | 11. Okt. 2010        | 25. März 2011                            | Alex Zakrzewski      | Peter M. Lenkov, Alex Kurtzman & Roberto Orci | 10,69 Mio.      |
| Steve will seine Schwester Mary Ann vom Flughafen abholen, als er wegen eines Gefängnisausbruchs benachrichtigt wird. Wenig später überfällt der Ausbrecher ein Touristenpärchen, das die Reise nach Hawaii und eine Million Dollar bei einem Fernsehquiz gewonnen hat. Das Team findet die schwerverletzte Frau, aber keine Spur von ihrem Mann. Geht es wirklich nur um den Gewinn? |           |                               |                          |                      |                                          |                      |                                               |                 |
| 5 | 5         | Die Vertrauensfrage           | Nalowale                 | 18. Okt. 2010        | 2. Apr. 2011                             | Brad Turner          | J. R. Orci & David Wolcove                    | 10,94 Mio.      |
| Eine Diplomatentochter wird tot aufgefunden, von ihrer Schwester fehlt jede Spur. Handelt es sich um eine Entführung oder geht es um die politischen Aktivitäten des Botschafters? Five-0 landet in einem Sumpf aus Menschenhandel, Drogen und politischen Machtspielen. |           |                               |                          |                      |                                          |                      |                                               |                 |
| 6 | 6         | Gefährliche Brandung          | Ko’olauloa               | 25. Okt. 2010        | 9. Apr. 2011                             | Matt Earl Beesley    | Carol Barbee & Kyle Harimoto                  | 10,23 Mio.      |
| Konos ehemaliger Mentor wird während eines Surfturniers erschossen. Das Five-0 Team ermittelt im Fall der lokalen Surflegende zwischen neidischen Sportlern, radikalen Umweltschützern und gierigen Immobilienspekulanten. Auch das Opfer handelte mit Immobilien, aber aus einem anderen Grund, als alle zunächst dachten. Kono gelingt es nicht immer, die professionelle Distanz zu einem der Verdächtigen zu wahren. |           |                               |                          |                      |                                          |                      |                                               |                 |
| 7 | 7         | Der einzige Verdächtige       | Ho’apono                 | 1. Nov. 2010         | 17. Apr. 2011                            | James Whitmore, Jr.  | Peter M. Lenkov & Jim Galasso                 | 10,86 Mio.      |
| Ein ehemaliger Navy Seal wird beschuldigt, seine Ehefrau ermordet zu haben. Er schwört, dass er mit dem Tod seiner Frau nichts zu tun habe, kann es jedoch nicht beweisen. Er flieht auf das alte Museumsschiff USS Missouri und nimmt Touristen als Geiseln. Steve glaubt an die Unschuld des Verdächtigen und besteigt das Schiff, um der Geiselnahme ein Ende zu setzen. |           |                               |                          |                      |                                          |                      |                                               |                 |
| 8 | 8         | Wo Rauch ist                  | Mana’o                   | 8. Nov. 2010         | 26. Apr. 2011                            | Matt Earl Beesley    | Paul Zbyszewski & Jim Galasso                 | 10,23 Mio.      |
| Ein vermeintlich korrupter Polizist wird ermordet aufgefunden, er war Dannys Ex-Kollege. Danny setzt alles daran, den Namen seines alten Freundes reinzuwaschen. Das Team kommt bei den Ermittlungen einem Maulwurf im Honolulu PD auf die Spur, der versucht, alle Hinweise zu verwischen. Um den Maulwurf zu enttarnen, erinnern sich Steve und Danny an ihren ersten gemeinsamen Fall. |           |                               |                          |                      |                                          |                      |                                               |                 |
| 9 | 9         | Die Schöne und das Biest      | Po’ipu                   | 15. Nov. 2010        | 6. Mai 2011                              | Brad Turner          | Peter M. Lenkov & Shane Salerno               | 10,34 Mio.      |
| Auf Hawaii soll eine internationale Hilfskonferenz stattfinden. Ein Personenschützer kommt an Informationen, nach denen es ein Attentat auf General Pak geben soll. Doch bevor der Wachmann diese Informationen an andere weitergeben kann, wird er ermordet. Nun soll das Team von Hawaii Five-0 herausfinden, wer hinter dem geplanten Attentat steckt. Dabei gerät das Team in einen moralischen Konflikt, beschützt es doch den Oberbefehlshaber einer brutalen Diktatur.                                                           |           |                               |                          |                      |                                          |                      |                                               |                 |
| 10 | 10        | Auf die Plätze, fertig, Mord! | Heihei                   | 22. Nov. 2010        | 13. Mai 2011                             | Elodie Keene         | Sarah Goldfinger                              | 12,34 Mio.      |
| Bei einem Überfall auf einen Geldtransporter werden die Wachmänner ermordet, doch die Täter stehlen nichts, sondern versenken den Transporter im Hafen. Nun muss das Five-0-Team den Profidieben auf die Schliche kommen. Alles weist auf einen Zusammenhang mit dem Triathlon hin, der am nächsten Tag stattfindet. Überraschenderweise spielt Dannys Ex-Frau Rachel eine entscheidende Rolle bei der Klärung des Falls. |           |                               |                          |                      |                                          |                      |                                               |                 |
| 11 | 11        | Tödliche Flitterwochen        | Palekaiko                | 6. Dez. 2010         | 20. Mai 2011                             | Frederick E. O. Toye | David Wolkove & J. R. Orci                    | 10,51 Mio.      |
| Eine Frau wird auf ihrer Hochzeitsreise gekidnappt und ihr Mann ermordet. Sie taucht im Dschungel wieder auf, aber ohne eine Erinnerung an das, was geschehen ist. Erst scheint die Frau selbst die Täterin zu sein, doch dann kommt das Team einem Serienkiller auf die Spur. Chin Ho deckt indes auf, warum Steves Mutter sterben musste. |           |                               |                          |                      |                                          |                      |                                               |                 |
| 12 | 12        | Die Bombe                     | Hana ’a’a Makehewa       | 13. Dez. 2010        | 27. Mai 2011                             | Chris Fisher         | Peter M. Lenkov, Carol Barbee & Kyle Harimoto | 10,91 Mio.      |
| Während in Hawaii Weihnachten ist, wird Chin entführt und vor dem Hauptquartier von Five-0 ausgesetzt. Der Entführer ist Victor Hesse. Er droht, Chin mit einem Sprengstoffgürtel in die Luft zu jagen, wenn Steve ihm nicht zehn Millionen Euro organisiert. Das Five-0-Team verhandelt mit ihm. Doch weil die Gouverneurin das Geld nicht bereitstellen will, muss das Team die zehn Millionen anderweitig organisieren. Derweil versucht Danny für seine Tochter ein perfektes Weihnachten zu organisieren.                          |           |                               |                          |                      |                                          |                      |                                               |                 |
| 13 | 13        | Strichmännchen                | Ke Kinohi                | 3. Jan. 2011         | 5. Juni 2011                             | Brad Turner          | Peter M. Lenkov & Nicole Ranadive             | 11,00 Mio.      |
| Steves Schwester Mary Ann wird von der Yakuza, der japanischen Mafia, entführt. Es stellt sich heraus, dass sie dem Fall auf der Spur war, den ihr Vater untersucht hat, und dass Mitglieder der Yakuza die Familie schon lange im Auge haben. Steve legt sich mit Hiro Noshimuri, dem einflussreichen Boss der Yakuza, an. |           |                               |                          |                      |                                          |                      |                                               |                 |
| 14 | 14        | Die Straßen von Honolulu      | He Kane Hewa’ole         | 17. Jan. 2011        | 17. Juni 2011                            | Chris Fisher         | Peter M. Lenkov & Paul Zbyszewski             | 10,83 Mio.      |
| Die Polizei jagt einen Mann, bis sich dessen Auto überschlägt und er stirbt. Vom Beifahrersitz fällt dabei eine Kiste mit dem Kopf eines Toten. Bei der Suche nach dem Namen des Opfers kommt das Team einer Entführung auf die Spur. Das Team von Five-0 landet beim Gerichtsmediziner Dr. Max Bergman (Masi Oka). Dessen Entdeckung zwingt Chin Ho dazu, seine Ex-Verlobte aufzusuchen. |           |                               |                          |                      |                                          |                      |                                               |                 |
| 15 | 15        | Alarm im Pazifik              | Kai e’e                  | 23. Jan. 2011        | 24. Juni 2011                            | Duane Clark          | Melissa Glenn & Jessica Rieder                | 19,34 Mio.      |
| Eine Tsunamiwarnung geht durch Hawaii, doch gerade an diesem Morgen ist der Leiter des Tsunamizentrums verschwunden. Das Team muss ihn finden, bevor die große Welle kommt, und sich dafür im gefährdeten Evakuierungsgebiet umsehen. Doch die in das Warnsystem einfließenden Daten geben Rätsel auf. |           |                               |                          |                      |                                          |                      |                                               |                 |
| 16 | 16        | Hart am Wind                  | E Malama                 | 7. Feb. 2011         | 11. Juli 2011                            | Brad Turner          | Carol Barbee & Kyle Harimoto & Shane Salerno  | 11,01 Mio.      |
| Die Kronzeugin eines Mordprozesses wurde angegriffen und ist in den Dschungel geflohen. Das Team hat den Auftrag, sie vor den Attentätern zu beschützen und sicher ins Gericht zu bringen. Währenddessen erfährt Danny, dass seine Ex-Frau und seine Tochter überfallen wurden. Er vermutet, dass Graces Stiefvater krumme Geschäfte tätigt und geht der Sache nach. |           |                               |                          |                      |                                          |                      |                                               |                 |
| 17 | 17        | Piraten                       | Powa Maka Moana          | 14. Feb. 2011        | 8. Juli 2011                             | Brad Turner          | Joe Halpin                                    | 10,73 Mio.      |
| Eine Gruppe von Studenten wird von Piraten gekidnappt. Ihre reichen Eltern erhalten Lösegeldforderungen, doch das Five-0-Team versucht zunächst, die jungen Menschen zu finden und sie zu befreien. Die Kidnapper fordern, dass das einzige entkommene Crew-Mitglied des Schiffes das Lösegeld überbringt. |           |                               |                          |                      |                                          |                      |                                               |                 |
| 18 | 18        | Der lange Abschied            | Loa Aloha                | 21. Feb. 2011        | 18. Juli 2011                            | Eric Laneuville      | Paul Zbyszewski & Mike Schaub                 | 10,45 Mio.      |
| Während das Team einen Serienmörder sucht, der mehrere junge Leute mit Bomben getötet hat, bekommt Danny Besuch von seinem Bruder Matt. Für Danny tritt der Fall in den Hintergrund, als er erfährt, dass das FBI hinter seinem Bruder her ist. Er muss sich nun zwischen Familie und Recht entscheiden. Das Team steht hinter ihm, aber kann er seinem Bruder helfen? |           |                               |                          |                      |                                          |                      |                                               |                 |
| 19 | 19        | Von Helden und Schurken       | Na Me’e Laua Na Paio     | 21. März 2011        | 29. Juli 2011                            | Matt Earl Beesley    | J. R. Orci & David Wolkove                    | 10,01 Mio.      |
| Ein kostümierter Hotelgast wird bei einer Superhelden-Convention aus einem der oberen Stockwerke gestoßen. War ein eifersüchtiger Ehemann hinter ihm her oder war er zur falschen Zeit am falschen Ort? Steve McGarrett trifft während der Ermittlungen auf die CIA-Agentin Jenna Kaye (Larisa Oleynik), die ihm offenbart, wer die kriminellen Machenschaften auf Hawaii wirklich lenkt und wer hinter der Ermordung von Steves Vater steckt: Wo Fat (Mark Dacascos). Die beiden beschließen, gemeinsam nach dem Verbrecher zu suchen. |           |                               |                          |                      |                                          |                      |                                               |                 |
| 20 | 20        | Fischschuppen                 | Ma Ke Kahakai            | 11. Apr. 2011        | 5. Aug. 2011                             | Larry Teng           | Elwood Reid                                   | 9,54 Mio.       |
| Während einer Wanderung zu den Felszeichnungen der Eingeborenen finden Danny und Steve ein Mordopfer, wobei sich Steve verletzt. Bei der Aufklärung des Mordfalls spielt ein berühmtes Restaurant eine Rolle. Währenddessen besuchen Chin und Kono ihre Tante, die im Sterben liegt. Der alte Skandal um Chins Entlassung wird wieder aufgewärmt. |           |                               |                          |                      |                                          |                      |                                               |                 |
| 21 | 21        | Wolframstahl                  | Ho’opa’i                 | 18. Apr. 2011        | 8. Aug. 2011                             | Duane Clark          | Shane Salerno & Peter M. Lenkov               | 11,44 Mio.      |
| Ein Polizist aus New York hat in einem Undercover-Einsatz eine Bande infiltriert, doch nun wird seine Familie attackiert. Seine Frau stirbt. Das Team muss ihn davon abhalten, Rache zu üben. Und darüber hinaus die Täter finden. |           |                               |                          |                      |                                          |                      |                                               |                 |
| 22 | 22        | Das Ende der Lügen            | Ho’ohuli Na’au           | 2. Mai 2011          | 15. Aug. 2011                            | Brad Turner          | Peter M. Lenkov & Kyle Harimoto               | 9,83 Mio.       |
| Ein berühmter Modefotograf wird während eines Shootings ermordet, sein Wohnwagen explodiert. Das Team ermittelt rasch, dass er Spielschulden hatte. Doch ist Glücksspiel das Motiv oder ist doch Eifersucht im Spiel? |           |                               |                          |                      |                                          |                      |                                               |                 |
| 23 | 23        | Der Hauch des Todes           | Ua Hiki Mai Kapalena Pau | 9. Mai 2011          | 22. Aug. 2011                            | Steve Boyum          | Peter M. Lenkov & David Wolkove               | 9,45 Mio.       |
| Beim Stürmen einer Villa, in der Wo Fat vermutet wird, gerät Danny mit einer Biowaffe in Kontakt. Ein Mann wird tot im Haus gefunden. Das Team ermittelt mit Hilfe von Jenna Kaye im Umfeld der Firma, die die Behälter für das Gas hergestellt hat. Die Task-Force muss den Angriff mit einer Biowaffe verhindern. |           |                               |                          |                      |                                          |                      |                                               |                 |
| 24 | 24        | Verdächtig                    | Oia’i’o (1)              | 16. Mai 2011         | 29. Aug. 2011                            | Brad Turner          | Peter M. Lenkov & Paul Zbyszewski             | 10,41 Mio.      |
| Wo Fat ist zurück und sein Plan gelingt: Die Assistentin der Gouverneurin wird durch eine Autobombe ermordet, und Steve wird dafür beschuldigt. Steve flieht und ermittelt auf eigene Faust. Immer mehr Details weisen auf Zusammenhänge zum Tod seiner Eltern hin, bis auch die Gouverneurin nicht mehr unschuldig erscheint. Doch als Steve sie konfrontiert, wird alles noch schlimmer. |           |                               |                          |                      |                                          |                      |                                               |                 |

## Staffel 2
Die Erstausstrahlung der zweiten Staffel war vom 19. September 2011 bis zum 14. Mai 2012 auf dem US-amerikanischen Sender CBS zu sehen. Die deutschsprachige Erstausstrahlung der ersten Episode sendete der deutsche Free-TV-Sender Sat.1 am 29. Januar 2012, die der weiteren Episoden wurde vom 31. Januar bis zum 4. September 2012 auf dem Schweizer Sender 3+ gezeigt.
| Nr. (ges.) | Nr. (St.) | Deutscher Titel       | Originaltitel     | Erstausstrahlung USA | Deutschsprachige Erstausstrahlung (D/CH) | Regie                | Drehbuch                                       | Zuschauer (USA) |
| --- | --------- | --------------------- | ----------------- | -------------------- | ---------------------------------------- | -------------------- | ---------------------------------------------- | --------------- |
| 25 | 1         | Auf der Flucht        | Ha’i’ole (2)      | 19. Sep. 2011        | 29. Jan. 2012                            | Steve Boyum          | Peter M. Lenkov & Paul Zbyszewski              | 12,19 Mio.      |
| McGarrett wird des Mordes an der Gouverneurin angeklagt und wartet im Gefängnis auf seine Verhandlung. Dort wird er von Victor Hesse angegriffen. Er muss ins Krankenhaus, kann auf dem Weg dorthin fliehen und findet Unterschlupf bei Max Bergman, der seine Verletzungen behandelt. Anschließend taucht Steves alter Freund und Ausbilder Joe White (Terry O’Quinn) auf, der dazu beiträgt, McGarretts Unschuld zu beweisen. |           |                       |                   |                      |                                          |                      |                                                |                 |
| 26 | 2         | Ausgeschlossen        | Ua Lawe Wale      | 26. Sep. 2011        | 31. Jan. 2012                            | Duane Clark          | Melissa Glenn & Jessica Rieder                 | 11,26 Mio.      |
| Der neue Gouverneur Denning (Richard T. Jones) beauftragt Lori Weston (Lauren German) von der Homeland Security bei Five-0 mitzuarbeiten und darauf zu achten, dass seine neuen Regelungen eingehalten werden. Sie haben 24 Stunden, um ein entführtes Mädchen zu finden, das ohne Medizin nicht überlebt. Jenna verlässt das Team, da ihr Verlobter möglicherweise noch am Leben ist. |           |                       |                   |                      |                                          |                      |                                                |                 |
| 27 | 3         | Einzelkämpfer         | Kame’e            | 3. Okt. 2011         | 7. Feb. 2012                             | Jeffrey Hunt         | Elwood Reid                                    | 11,07 Mio.      |
| Als ein Soldat von Seal-Team 9 stirbt, deutet alles auf einen Selbstmord hin. Doch Lieutenant Commander Joe White bittet Steve McGarett in dem Fall zu ermitteln. Tatsächlich ergibt die Obduktion von Dr. Max Bergman, dass es sich um einen Mord handelt. |           |                       |                   |                      |                                          |                      |                                                |                 |
| 28 | 4         | Das rote Notizbuch    | Mea Makamae       | 10. Okt. 2011        | 14. Feb. 2012                            | Duane Clark          | David Wolkove                                  | 10,07 Mio.      |
| Die abgetrennte Hand, die Spaziergänger am Strand von Hawaii finden, führt das Team von Five-0 auf die Spur eines Bergungstauchers, der sein ganzes Vermögen in ein mysteriöses Wrack investiert hat. |           |                       |                   |                      |                                          |                      |                                                |                 |
| 29 | 5         | Sauber                | Ma’ema’e          | 17. Okt. 2011        | 21. Feb. 2012                            | Steve Boyum          | Stephanie Sengupta                             | 11,07 Mio.      |
| Das Team ermittelt im Fall eines ermordeten Volleyball-Trainers. Bei den Nachforschungen findet die Task-Force des Gouverneurs heraus, dass es um viel Geld geht und der Fall auch mit Chief Fryer und Konos Suspendierung zusammenhängt. |           |                       |                   |                      |                                          |                      |                                                |                 |
| 30 | 6         | Hausfriedensbruch     | Ka Hakaka Maika’I | 24. Okt. 2011        | 28. Feb. 2012                            | Larry Teng           | Kyle Harimoto                                  | 10,70 Mio.      |
| Ein Geschäftsmann wurde ermordet. Die Ermittlungen führen zu einer von ihm gegründeten Stiftung, die Kampfsport-Training für benachteiligte Jugendliche organisiert. Währenddessen kommt es in Joes Wohnung zu einem Kampf zwischen ihm und Wo Fat. Daraufhin warnt Joe Steve vor den Folgen weiterer Ermittlungen gegen Wo Fat, Steve möchte diese jedoch unbedingt weiterführen. |           |                       |                   |                      |                                          |                      |                                                |                 |
| 31 | 7         | Der Fluch der Geister | Ka Iwi Kapu       | 31. Okt. 2011        | 6. März 2012                             | Joe Dante            | Tara Butters & Michele Fazekas                 | 10,60 Mio.      |
| An Halloween wird das Team zu einem traditionellen hawaiianischen Friedhof gerufen. Ein junges Paar ist dort beim Versuch umgekommen, ein gruseliges Video zu drehen. Die ersten Hinweise scheinen unrealistisch, sie deuten auf ein geisterhaftes Verbrechen hin. Danny zeigt sich davon wenig beeindruckt und ermittelt konsequent. Die Spur führt zu einem Obdachlosen. Doch womöglich ist der nur ein Bauernopfer. |           |                       |                   |                      |                                          |                      |                                                |                 |
| 32 | 8         | Heilung               | Lapa’au           | 7. Nov. 2011         | 13. März 2012                            | Steve Boyum          | Joe Halpin                                     | 10,32 Mio.      |
| An der Küste von Hawaii stürzt ein Flugzeug ins Wasser. Am Steuer sitzt eine Beamtin des Drogendezernats. Schnell können die Ermittler von Five-0 einen Selbstmord ausschließen. Als sie den aktuellen Fall der Drogenfahnderin näher untersuchen, begeben sie sich in eine exotische Welt. |           |                       |                   |                      |                                          |                      |                                                |                 |
| 33 | 9         | Die Mumie             | Ike Maka          | 14. Nov. 2011        | 20. März 2012                            | Bryan Spicer         | Mike Schaub                                    | 11,71 Mio.      |
| Bei einer Verfolgungsjagd mit dem HPD wird im Kofferraum eines Autos eine Leiche gefunden. Diese ist eingewickelt und kann zunächst nicht identifiziert werden. Erst als Max die Autopsie durchführt, findet er heraus, dass die Person vor kurzem eine Schönheitsoperation hatte. Steve und Danny enttarnen, dass der Mann in einem Zeugenschutzprogramm war und wohl deswegen ermordet wurde. |           |                       |                   |                      |                                          |                      |                                                |                 |
| 34 | 10        | Falsche Fährte        | Ki’ilua           | 21. Nov. 2011        | 27. März 2012                            | Kate Woods           | Peter M. Lenkov & Paul Zbyszewski              | 10,59 Mio.      |
| Jenna Kaye kehrt nach Hawaii zurück und erzählt Steve, dass ihr Verlobter lebt, jedoch in Nordkorea gefangen gehalten wird. Zusammen mit Steve reist sie nach Nordkorea, um einen Austausch vorzunehmen. Dieser ist jedoch eine Falle und Steve wird von Wo Fat gefangen genommen und gefoltert. Nachdem Jenna die Leiche ihres Verlobten findet, wird ihr klar, dass Wo Fat sie nur ausgenutzt hat. Gleichzeitig reist das Five-0 Team zusammen mit Joe und einem Seal-Team nach Nordkorea, um Steve zu befreien. |           |                       |                   |                      |                                          |                      |                                                |                 |
| 35 | 11        | In der Falle          | Pahele            | 5. Dez. 2011         | 11. Apr. 2012                            | Paul Edwards         | Melissa Glenn & Jessica Rieder                 | 11,01 Mio.      |
| Ein Schulbus voller Kinder wird entführt. Die Entführerin gibt dem Five-0 Team zwei Stunden, danach wird sie die Kinder erschießen. Außerdem wird Joe White wegen seiner Reise nach Nordkorea nahegelegt, den Militärdienst zu verlassen. Joe konzentriert sich jedoch immer mehr auf die Ergreifung von Wo Fat. |           |                       |                   |                      |                                          |                      |                                                |                 |
| 36 | 12        | Der Mann im Bunker    | Alaheo Pau’ole    | 12. Dez. 2011        | 18. Apr. 2012                            | Jeff Thomas          | Elwood Reid                                    | 11,17 Mio.      |
| Das Team von Five-0 steckt mitten in den Vorbereitungen für Chin Hos Hochzeit, als es zu einem verlassenen Bunker aus dem Zweiten Weltkrieg gerufen wird, um einen Mord zu untersuchen. Doch der vermeintlich Tote lebt noch. Die Ermittler finden heraus, dass er offenbar nicht das Opfer, sondern der Täter ist. Als das Team bei einer Hausdurchsuchung Chief Fryer begegnet, nimmt der Fall eine überraschende Wendung. |           |                       |                   |                      |                                          |                      |                                                |                 |
| 37 | 13        | Sex, Lügen und Video  | Ka Ho’oponopono   | 2. Jan. 2012         | 25. Apr. 2012                            | Steve Boyum          | Stephanie Sengupta                             | 11,90 Mio.      |
| Der Mord an einer Schülerin führt das Team um Steve McGarrett zu einem anderen Schüler, der seine Mitschülerinnen heimlich filmt und erpresst. Die illegalen Videos bringen die Ermittlungen den entscheidenden Schritt voran. Für Steve erhärtet sich indes der Verdacht, dass Joe White mit Wo Fat gemeinsame Sache macht. |           |                       |                   |                      |                                          |                      |                                                |                 |
| 38 | 14        | Das Päckchen          | Pu’olo            | 16. Jan. 2012        | 3. Juli 2012                             | Christine Moore      | David Wolkove                                  | 10,73 Mio.      |
| Bei einem Überfall auf einen Pakettransporter wird der Fahrer erschossen, allerdings scheint nichts gestohlen worden zu sein. Sang Min und Kamekona unterstützen Steve, Chin Ho und Kono, während Danny seiner Ex-Frau Rachel bei der Geburt ihres zweiten Kindes beisteht. |           |                       |                   |                      |                                          |                      |                                                |                 |
| 39 | 15        | Späte Rache           | Mai Ka Wa Kahiko  | 6. Feb. 2012         | 10. Juli 2012                            | Larry Teng           | Bill Nuss                                      | 9,97 Mio.       |
| Ein US-Marshal auf Gefangenenüberführung und Freund von Danny wird im Flugzeug getötet. Es war nicht der entflohene Sträfling, sondern Dannys Ex-Partner und Lehrer Rick Peterson aus New Jersey, der zufällig im Flugzeug erkannt wurde. Dieser beginnt seine geplante Rache gegen Danny, der gegen ihn in einem Verfahren aussagte und ihn so hinter Gittern brachte. Er entführt Grace und will Danny zwingen, Stan, den neuen Mann seiner Ex-Frau Rachel, zu erschießen. |           |                       |                   |                      |                                          |                      |                                                |                 |
| 40 | 16        | Die Abrechnung        | I Helu Pu         | 13. Feb. 2012        | 17. Juli 2012                            | Eric Laneuville      | Paul Zbyszewski                                | 9,70 Mio.       |
| Während einer Wohltätigkeitsveranstaltung wird die Leiche einer Frau im Wäschekeller gefunden. Da das Team vor Ort ist, beginnen die Ermittlungen direkt. Die Leiche wurde in den Wäscheschacht geworfen, der im Keller endet. Das Video einer Sicherheitskamera zeigt, dass die Tote kurz vor dem Mord mit einem Mann in einem Fahrstuhl war. Schnell zeigt sich aber, dass dies die falsche Spur ist. |           |                       |                   |                      |                                          |                      |                                                |                 |
| 41 | 17        | Sinneswandel          | Kupale            | 20. Feb. 2012        | 24. Juli 2012                            | Steve Boyum          | Noah Nelson & Lisa Schultz                     | 10,40 Mio.      |
| Das Team klärt die Ermordung eines Mannes auf, der im Dschungel mit einem Haifischzahn im Hals aufgefunden wird. Er gehörte einer Truppe Männer an, die sich um die Erhaltung der hawaiianischen Kultur bemüht, alte Kampfkünste praktiziert und Historienspiele organisiert. Doch der Tote ist auch ein erfolgreicher Schiffsbauer, weshalb die Spur zu einer Gruppe radikaler Umweltschützer führt. |           |                       |                   |                      |                                          |                      |                                                |                 |
| 42 | 18        | Feuerwerk             | Lekio             | 27. Feb. 2012        | 31. Juli 2012                            | Bryan Spicer         | Kyle Harimoto                                  | 9,58 Mio.       |
| Bei einem bekannten Radio-Moderator explodiert während einer Live-Sendung im Studio eine Bombe. McGarrett und sein Team treffen auf einen ehemaligen Polizisten, der unbedingt helfen möchte, weil er ein Freund des verstorbenen Moderators war. Doch der Ex-Polizist spielt nicht sofort nach den Regeln von Steve und Danny. |           |                       |                   |                      |                                          |                      |                                                |                 |
| 43 | 19        | Diamantenfieber       | Kalele            | 19. März 2012        | 7. Aug. 2012                             | Frederick E. O. Toye | Joe Halpin                                     | 9,31 Mio.       |
| McGarretts Schwester kommt überraschend nach Hawaii, um ihn zu besuchen. Sie erzählt Steve, dass sie nun als Stewardess arbeitet. In ihrem Hotelzimmer wartet ein Mann auf sie, der sie dazu zwingen will, auf dem Rückflug nach New York Diamanten zu transportieren, da sonst eine Freundin von ihr stirbt. Five-0 bittet den ehemaligen Diamantenhehler August March (Ed Asner) um Hilfe. |           |                       |                   |                      |                                          |                      |                                                |                 |
| 44 | 20        | Ausgesetzt            | Ha’alele          | 9. Apr. 2012         | 14. Aug. 2012                            | Jerry Levine         | Elwood Reid                                    | 10,30 Mio.      |
| Ein totes Mädchen, das am Straßenrand gefunden wird, führt das Team auf die Spur eines Serienkillers. Doch der sogenannte „Müllmann“ sitzt längst hinter Gittern. Max Bergman ist jedoch davon überzeugt, dass der Verurteilte nicht der wahre Müllmann ist und bittet Five-0, den Fall neu aufzurollen. Max hat ein persönliches Interesse an dem Fall: Der Killer hat vor Jahren seine biologische Mutter getötet. |           |                       |                   |                      |                                          |                      |                                                |                 |
| 45 | 21        | Das Spiel mit dem Tod | Pa Make Loa       | 30. Apr. 2012        | 21. Aug. 2012                            | Bryan Spicer         | Tara Butters & Michele Fazekas                 | 10,91 Mio.      |
| Als sich ein ehemaliger Soldat mit Pocken infiziert und stirbt, fürchten die Ermittler den Ausbruch einer verheerenden Pandemie. Da die Spur zu Dracul Comescu, einem Mitglied der rumänischen Mafia, führt, bittet Five-0 die Special Agents Sam Henna (LL Cool J) und G. Callen (Chris O’Donnell) von Navy CIS: L.A. um Hilfe. Dracul Comescu steht weit oben auf deren Fahndungsliste. |           |                       |                   |                      |                                          |                      |                                                |                 |
| 46 | 22        | Unter dem Radar       | Ua Hopu           | 7. Mai 2012          | 28. Aug. 2012                            | Larry Teng           | Stephanie SenGupta                             | 9,39 Mio.       |
| Steve nimmt Wo Fat in Tokio gefangen. Die letzte Nummer, die Wo Fat angerufen hat, gehört einer CIA-Agentin. Danny geht dieser Spur nach und gerät dabei in Konflikt mit der CIA. Das Flugzeug von McGarrett und Wo Fat stürzt indes ab, die beiden werden von Auftragskillern der Yakuza verfolgt. Yakuza-Boss Adam Noshimuri will für die Ermordung seines Vaters Rache an Wo Fat nehmen. |           |                       |                   |                      |                                          |                      |                                                |                 |
| 47 | 23        | Vendetta              | Ua Hala           | 14. Mai 2012         | 4. Sep. 2012                             | Steve Boyum          | Peter M. Lenkov, Paul Zbyszewski & Elwood Reid | 11,42 Mio.      |
| Chief Vince Fryer wird in einen Hinterhalt gelockt und hinterrücks erschossen. Am Tatort findet Max eine Blutspur und wird niedergeschossen, als er diese verfolgt und den Täter entdeckt. Im Krankenhaus kann sein Zustand stabilisiert werden. Während der Ermittlungen findet das Five-0-Team heraus, dass es sich beim Täter um eine Frau handelt, die in das Polizeirevier geflüchtet ist. Dieses wird kurz danach durch ein Leck in einer Gasleitung gesprengt. Später kann McGarrett die Täterin stellen und sie erschießen. Chin Ho wird danach erpresst und vor eine Entscheidung gestellt: Rettet er seine entführte Frau Malia oder seine kurz vor dem Tod stehende Cousine Kono. Joe White kehrt indes zurück und führt Steve nach Japan zu Shelburne. |           |                       |                   |                      |                                          |                      |                                                |                 |

## Staffel 3
Die Erstausstrahlung der dritten Staffel war vom 24. September 2012 bis zum 20. Mai 2013 auf dem US-amerikanischen Sender CBS zu sehen. Die deutschsprachige Erstausstrahlung der ersten und der letzten Episode sendete der deutsche Free-TV-Sender Sat.1 am 10. Februar 2013 bzw. 6. Januar 2014. Die restlichen Episoden wurden vom 12. Februar 2013 bis zum 3. Januar 2014 vom Schweizer Sender 3+ erstausgestrahlt.
| Nr. (ges.) | Nr. (St.) | Deutscher Titel       | Originaltitel       | Erstausstrahlung USA | Deutschsprachige Erstausstrahlung (D/CH) | Regie                 | Drehbuch                                            | Zuschauer (USA) |
| --- | --------- | --------------------- | ------------------- | -------------------- | ---------------------------------------- | --------------------- | --------------------------------------------------- | --------------- |
| 48 | 1         | Shelburne             | La O Na Makuahine   | 24. Sep. 2012        | 10. Feb. 2013                            | Bryan Spicer          | Peter M. Lenkov                                     | 8,06 Mio.       |
| Malia stirbt an ihrer Schussverletzung, Kono wird von Adam Noshimuri vor dem Ertrinken gerettet. Steve holt seine Mutter Doris (Christine Lahti) aus Japan nach Hawaii, während Wo Fat mit Hilfe von Frank Delano in einer spektakulären Mission entkommen kann. |           |                       |                     |                      |                                          |                       |                                                     |                 |
| 49 | 2         | Ein alter Bekannter   | Kanalua             | 1. Okt. 2012         | 12. Feb. 2013                            | Frederick E. O. Toye  | Joe Halpin                                          | 7,95 Mio.       |
| Nachdem eine Kunstgalerie ausgeraubt wurde, bittet Five-0 den ehemaligen Diamantenhehler August March erneut um Hilfe. Das Team kommt den Machenschaften des Ex-Häftlings dabei sehr nah. Lieutenant Catherine Rollins (Michelle Borth) ermittelt währenddessen undercover und sucht Steves Mutter. |           |                       |                     |                      |                                          |                       |                                                     |                 |
| 50 | 3         | Zwei Männer, ein Boot | Lana I Ka Moana     | 8. Okt. 2012         | 19. Feb. 2013                            | Steve Boyum           | Elwood Reid                                         | 8,39 Mio.       |
| Steve und Danny werden während eines Ausflugs auf ihrem Boot überfallen. Der Täter wirft sie ins Meer. Die beiden finden ein verlassenes Boot und stoßen dort auf einen Mordfall, der offenbar mit dem Mann zusammenhängt, der sie überfallen hat. |           |                       |                     |                      |                                          |                       |                                                     |                 |
| 51 | 4         | Der kopflose Reiter   | Popilikia           | 15. Okt. 2012        | 26. Feb. 2013                            | Christine Moore       | Stephanie Sengupta                                  | 8,70 Mio.       |
| Ein Polospieler wird beim Training mit einem Würgedraht enthauptet. Eine Wahrsagerin hatte seinen Tod vorhergesehen. Doch hinter dem Verbrechen steckt keine Magie, sondern ein schwer durchschaubares Geflecht an Beziehungen. Während der Ermittlungen kehrt Doris McGarrett zurück. |           |                       |                     |                      |                                          |                       |                                                     |                 |
| 52 | 5         | Das Ritual            | Mohai               | 5. Nov. 2012         | 5. März 2013                             | Larry Teng            | David Wolkove Idee: Peter M. Lenkov & David Wolkove | 7,53 Mio.       |
| Ein Autounfall führt an Halloween zu einer jungen Frau, die offenbar Opfer eines Ritualmordes geworden ist. Doch sie war nicht allein unterwegs. Um ein zweites Opfer zu vermeiden, müssen die Ermittler schnell sein. |           |                       |                     |                      |                                          |                       |                                                     |                 |
| 53 | 6         | Grace                 | I Ka Wa Mamua       | 12. Nov. 2012        | 12. März 2013                            | Sylvain White         | Ken Solarz Idee: Peter M. Lenkov                    | 7,96 Mio.       |
| Steve und Danny verfolgen einen Terroristen, als Danny ihn stellt und ins Visier einer Bombe gerät. Während die Bombe entschärft wird, erzählt Danny eine grausige Geschichte aus seiner Zeit in New Jersey. Sie hängt auch mit der Geburt seiner Tochter Grace zusammen. |           |                       |                     |                      |                                          |                       |                                                     |                 |
| 54 | 7         | Ahnungslos            | Ohuna               | 19. Nov. 2012        | 19. März 2013                            | Larry Teng            | Mike Schaub                                         | 9,02 Mio.       |
| Während das Team im Mordfall eines jungen Computerhackers ermittelt, lockt Steve seine Schwester nach Hawaii, um sie mit ihrer Mutter zu versöhnen. In beiden Angelegenheiten sind die Fortschritte anfänglich äußerst überschaubar. |           |                       |                     |                      |                                          |                       |                                                     |                 |
| 55 | 8         | Mangosta              | Wahine’inoloa       | 26. Nov. 2012        | 2. Apr. 2013                             | Steve Boyum           | Stephanie SenGupta & Courtney Kemp Agboh            | 10,30 Mio.      |
| Von der ersten Sekunde an hält Steve eine zwielichtige Psychotherapeutin für die Mörderin im aktuellen Fall, doch sein Team ist vom Gegenteil überzeugt. Während Steve Beweise sammelt, ist Catherine einem Mann auf der Spur, den Doris McGarrett einst umbringen sollte. Nun lechzt er nach Rache. |           |                       |                     |                      |                                          |                       |                                                     |                 |
| 56 | 9         | Kleine Beute          | Ha’awe Make Loa     | 3. Dez. 2012         | 9. Apr. 2013                             | Gwyneth Horder-Payton | Bill Haynes                                         | 9,32 Mio.       |
| Bei einem Banküberfall werden zwei Personen verletzt, die kleine Beute wird unberührt in einem Straßengraben gefunden. Steve, Chin und Kono klären den außergewöhnlichen Banküberfall auf, während Danny eine geistesgestörte Stalkerin im Umfeld der Victoria’s-Secret-Fashionshow sucht. |           |                       |                     |                      |                                          |                       |                                                     |                 |
| 57 | 10        | Allzeit bereit        | Huaka’I Kula        | 10. Dez. 2012        | 23. Apr. 2013                            | Eric Laneuville       | Michele Fazekas & Tara Butters                      | 9,84 Mio.       |
| Steve und Danny sind mit der Aloha-Girls-Pfadfindertruppe auf einem Dschungelausflug, als ein bewaffneter Mann Steve und ein junges Mädchen als Geiseln nimmt. Er zwingt sie, ihn bei einer Suche im Dschungel zu begleiten. Kono lernt währenddessen Adams Bruder Michael Noshimuri kennen, der gerade aus dem Gefängnis entlassen wurde.                                                                       |           |                       |                     |                      |                                          |                       |                                                     |                 |
| 58 | 11        | Steve Junior          | Kahu                | 17. Dez. 2012        | 7. Mai 2013                              | Bryan Spicer          | Noah Nelson                                         | 10,54 Mio.      |
| Als Steve einen Ganoven auf die Wache bringt, der ihn und Catherine im Auto überfallen wollte, entdeckt er einen Jungen, dessen Vater verschwunden ist. Steve und Catherine nehmen sich der Sache an und suchen nach dem Vater des Jungen. Doch der Vermisste gerät schnell unter Mordverdacht. |           |                       |                     |                      |                                          |                       |                                                     |                 |
| 59 | 12        | Schatten und Licht    | Kapu                | 14. Jan. 2013        | 30. Apr. 2013                            | Steven DePaul         | David Wolkove                                       | 9,59 Mio.       |
| Nachdem ein begnadeter Chemie-Professor in einem Säurebad aufgefunden wurde, ermittelt Five-0 in verschiedene Richtungen. Kono kümmert sich währenddessen um einen alten Bekannten: Sang Min soll vor Gericht aussagen. |           |                       |                     |                      |                                          |                       |                                                     |                 |
| 60 | 13        | Block A               | Olelo Ho’opa’i Make | 20. Jan. 2013        | 14. Mai 2013                             | Steve Boyum           | Steve Cwik                                          | 13,03 Mio.      |
| Als Vergeltung für Frank Delanos Tod wird Chin Ho unter Drogen gesetzt und entführt. Als er wieder aufwacht, findet er sich im Hochsicherheitstrakt eines Gefängnisses wieder. Während der Rest von Five-0 denkt, er sei an der Ostküste, kämpft er im Knast um sein Leben. Viele Kriminelle, die er einst ins Gefängnis brachte, wollen sich nun an ihm rächen. Doch Chin Ho bekommt unerwartete Unterstützung. |           |                       |                     |                      |                                          |                       |                                                     |                 |
| 61 | 14        | Ein guter Freund      | Hana I Wa ’Ia       | 21. Jan. 2013        | 5. Nov. 2013                             | Larry Teng            | Mike Schaub                                         | 9,85 Mio.       |
| Während Danny um den Verbleib seiner Tochter kämpft, beauftragt Gouverneur Denning sein Team von Five-0 mit einem pikanten Fall: Eine Prostituierte ist im Haus eines guten Freundes verstorben. Dahinter stecken politische Machtspiele und ein gefährlicher Feind. |           |                       |                     |                      |                                          |                       |                                                     |                 |
| 62 | 15        | Die verlorenen Hände  | Hookman             | 4. Feb. 2013         | 12. Nov. 2013                            | Peter Weller          | Joe Halpin                                          | 9,86 Mio.       |
| In diesem Remake einer Originalfolge von Hawaii Fünf-Null ist ein Cop-Killer hinter Polizisten einer bestimmten Einheit her. Der Mörder agiert äußerst gewieft und ist den Ermittlern stets einen Schritt voraus. Als auch Steve zum Ziel wird, muss das Team von Five-0 schnell sein. |           |                       |                     |                      |                                          |                       |                                                     |                 |
| 63 | 16        | Kein Wort             | Kekoa               | 11. Feb. 2013        | 15. Nov. 2013                            | Larry Teng            | Al Septien & Turi Meyer                             | 9,64 Mio.       |
| Der Mord an einem Fischer bekommt eine neue Dimension, als das Team herausfindet, dass das Opfer ein hawaiianischer Kampfmeister war. Steve beauftragt währenddessen einen Privatdetektiv, der seine Mutter beschatten soll. |           |                       |                     |                      |                                          |                       |                                                     |                 |
| 64 | 17        | Der zwölfte Mann      | Pa’ani              | 18. Feb. 2013        | 22. Nov. 2013                            | Jeffrey Hunt          | Kyle Harimoto & David Wolkove                       | 9,11 Mio.       |
| Während der Simulation eines Kriegseinsatzes kommt ein leitender Angestellter einer Softwarefirma ums Leben. Five-0 fahndet nach dem Mörder, der das bei Touristen beliebte Spiel eiskalt für seine tödlichen Pläne ausgenutzt hat. Während der Ermittlungen fiebern Steve und Danny dem Pro Bowl entgegen. |           |                       |                     |                      |                                          |                       |                                                     |                 |
| 65 | 18        | Doppelleben           | Na Ki’i             | 18. März 2013        | 29. Nov. 2013                            | Duane Clark           | Michael Reisz & Stephanie Sengupta                  | 8,99 Mio.       |
| Als die Leiche einer Grundschullehrerin auftaucht, ist das Team von Five-0 zuerst ratlos. Das Opfer war allseits beliebt. Doch dann stellt sich heraus, dass die Tote ein Doppelleben führte. Um den Täter zu schnappen, bittet Steve Catherine, verdeckt in der Roller-Derby-Szene zu ermitteln. |           |                       |                     |                      |                                          |                       |                                                     |                 |
| 66 | 19        | Seemannsgarn          | Hoa Pili            | 25. März 2013        | 6. Dez. 2013                             | Jeff Cadiente         | Kyle Harimoto Idee: Richard Arthur & Kyle Harimoto  | 8,61 Mio.       |
| Ein Mitarbeiter der „Oahu-Hai-Touren“ wird tot aufgefunden. Der Bruder des Opfers vermutet den Täter bei den Kapus und will Rache üben. Doch bald kommt Five-0 auf die Spur des wahren Mörders. Der hatte einen ganz großen Deal geplant. |           |                       |                     |                      |                                          |                       |                                                     |                 |
| 67 | 20        | Das Versprechen       | Olelo Pa’a          | 15. Apr. 2013        | 13. Dez. 2013                            | Joe Dante             | Peter M. Lenkov & Ken Solarz                        | 7,65 Mio.       |
| Steve will gemeinsam mit Catherine die sterblichen Überreste eines gefallenen Kameraden aus Nordkorea überführen. Doch die Leiche, die ihnen ausgehändigt wird, ist nicht sein ehemaliger Freund. Allen diplomatischen Regeln zum Trotz machen sich Steve und Catherine selbst auf die Suche. |           |                       |                     |                      |                                          |                       |                                                     |                 |
| 68 | 21        | Hautnah               | Imi Loko Ka ’Uhane  | 29. Apr. 2013        | 20. Dez. 2013                            | Bryan Spicer          | Bill Haynes                                         | 7,76 Mio.       |
| Eine Talkmasterin begleitet Five-0 einen Tag lang mit ihrem Kamerateam. Die aufdringliche Journalistin kommt den Ermittlungen dabei etwas zu nah. Als eine nicht identifizierbare Leiche gefunden wird und Wo Fat am Tatort auftaucht, eskaliert die Situation. Doch Steve bleibt hartnäckig und kommt seinem Erzfeind so nah wie noch nie zuvor.                                                                |           |                       |                     |                      |                                          |                       |                                                     |                 |
| 69 | 22        | Gefangen              | Ho’opio             | 6. Mai 2013          | 3. Jan. 2014                             | Steve Boyum           | Noah Nelson Idee: Peter M. Lenkov                   | 8,01 Mio.       |
| Zehn Jahre nach ihrem Verschwinden taucht die Leiche eines 17-jährigen Mädchens auf. Durch ein fremdes Haar an der Leiche findet das Team heraus, dass der Mord mit einem weiteren Entführungsfall zusammenhängt. Besonders Danny gehen die Ermittlungen sehr nah. |           |                       |                     |                      |                                          |                       |                                                     |                 |
| 70 | 23        | Mission: Impossible   | He Welo ’Oihana     | 13. Mai 2013         | 3. Jan. 2014                             | Larry Teng            | Eric Guggenheim                                     | 7,86 Mio.       |
| Als das Team auf ein illegales Massengrab der Yakuza stößt, aus dem kürzlich Leichen entwendet wurden, kommt Kono Adams Geheimnis lebensgefährlich nah. Steve hat derweil ganz andere Probleme: Er hilft seiner Mutter, ihren gestohlenen Mikrofilm zurückzustehlen. |           |                       |                     |                      |                                          |                       |                                                     |                 |
| 71 | 24        | Kono                  | Aloha, Malama Pono  | 20. Mai 2013         | 6. Jan. 2014                             | Bryan Spicer          | Peter M. Lenkov, Ken Solarz & David Wolkove         | 9,00 Mio.       |
| Das Team arbeitet mit der CIA zusammen, um einen Mehrfachmord aufzuklären. Kono steht noch immer unter Mordverdacht und hält sich versteckt. Michael Noshimuri unternimmt derweil alles, um die Beweise für Konos Unschuld verschwinden zu lassen. Steve bekommt bei der Aufklärung des aktuellen Falls Hilfe von Wo Fat, doch sein Besuch im Hochsicherheitsgefängnis endet mit einer bösen Überraschung.       |           |                       |                     |                      |                                          |                       |                                                     |                 |

## Staffel 4
Die Ausstrahlung der vierten Staffel war vom 27. September 2013 bis zum 9. Mai 2014 auf CBS zu sehen. Die deutschsprachige Erstausstrahlung sendete der Schweizer Free-TV-Sender 3+ vom 10. Januar bis zum 17. Oktober 2014.
| Nr. (ges.) | Nr. (St.) | Deutscher Titel            | Originaltitel            | Erstausstrahlung USA | Deutschsprachige Erstausstrahlung (CH) | Regie               | Drehbuch                                                            | Zuschauer (USA) |
| --- | --------- | -------------------------- | ------------------------ | -------------------- | -------------------------------------- | ------------------- | ------------------------------------------------------------------- | --------------- |
| 72 | 1         | Voller Einsatz             | Aloha Ke Kahi I Ke Kahi  | 27. Sep. 2013        | 10. Jan. 2014                          | Bryan Spicer        | Peter M. Lenkov & Ken Solarz                                        | 9,46 Mio.       |
| Bewaffnete Terroristen der NLM brechen in Wo Fats Hochsicherheitsgefängnis ein. Steve kann Wo Fat retten und einen der Angreifer gefangen nehmen. Doch nur kurz nachdem er ihn zum Verhör in die Five-0-Zentrale gebracht hat, stürmen weitere NLM Terroristen das Gebäude. Sie nehmen rund ein Dutzend Geiseln, das Team von Five-0 kann sich jedoch lange Zeit verstecken. Bis sich die Geiselnehmer plötzlich ergeben.                                                        |           |                            |                          |                      |                                        |                     |                                                                     |                 |
| 73 | 2         | Ray, Texas Ranger          | A’ale Ma’a Wau           | 4. Okt. 2013         | 17. Jan. 2014                          | Joe Dante           | John Dove                                                           | 9,75 Mio.       |
| Five-0 untersucht den Mord an einem Chauffeur. Das Team findet heraus, dass sein letzter Fahrgast Ray Harper war, ein mehrfach ausgezeichneter Texas Ranger. Wenig später nehmen Steve und Danny Harper gefangen. Doch der berichtet, dass seine Tochter entführt wurde und er auf der Suche nach ihr sei. Er beteuert, mit dem Mord nichts zu tun zu haben. |           |                            |                          |                      |                                        |                     |                                                                     |                 |
| 74 | 3         | Die Ringe der Medici       | Ka’oia I’o Ma Loko       | 11. Okt. 2013        | 24. Jan. 2014                          | Duane Clark         | Steven Lilien & Bryan Wynbrandt                                     | 9,24 Mio.       |
| Nachdem drei Kriminelle ein wohlhabendes Ehepaar getötet haben, erhält das Team von Five-0 Unterstützung von einem Verschwörungstheoretiker. Jerry (Jorge Garcia), seit der Highschool ein guter Freund von Chin Ho, erkennt das Symbol der Geheimgesellschaft Royal League und führt die Ermittler auf die Spur eines jahrhundertelang verschwundenen Schatzes. Im Mittelpunkt der Ermittlung stehen die Bronzestatuen des Kamehameha I.                                        |           |                            |                          |                      |                                        |                     |                                                                     |                 |
| 75 | 4         | Bis dass der Tod …         | A ia la aku              | 18. Okt. 2013        | 31. Jan. 2014                          | Bryan Spicer        | Christina M. Kim & David Wolkove                                    | 8,81 Mio.       |
| Dahlia lässt ihre Hochzeit mit dem reichen Nathan platzen, verschwindet und verunglückt mit dem Auto. Steve, Danny und Chin Ho untersuchen indes den Mord an einem Hotelgast, der sich unter die Hochzeitsgesellschaft gemischt hatte. Das Team findet heraus, dass die Braut und der Tote Geschwister sind, die in Europa erfolgreich als Heiratsschwindler tätig waren. Die verschwundene Braut wird zur Hauptverdächtigen.                                                    |           |                            |                          |                      |                                        |                     |                                                                     |                 |
| 76 | 5         | Spione                     | Kupu ’eu                 | 25. Okt. 2013        | 7. Feb. 2014                           | Jeffrey Hunt        | Moira Kirland & Eric Guggenheim                                     | 9,46 Mio.       |
| Catherine und Billy observieren einen untreuen Ehemann und werden Zeuge seiner Ermordung. Sie versuchen den Täter zu stellen, es kommt zu einer Schießerei, bei der Catherine und Billy verletzt werden. Billy erliegt seinen Verletzungen im Krankenhaus. Als Steve und Catherine Stunden später den Tatort besichtigen, finden sich weder eine Leiche noch Spuren. Hat der Mord niemals stattgefunden?                                                                         |           |                            |                          |                      |                                        |                     |                                                                     |                 |
| 77 | 6         | Der Zombie-Doktor          | Kupouli ’la              | 1. Nov. 2013         | 14. Feb. 2014                          | John Terlesky       | Sue Palmer & David Wolkove                                          | 9,71 Mio.       |
| Nachdem ein Mann bei einer Halloween-Party andere Menschen beißt, kommen Steve, Danny und Chin Ho einem verrückten Wissenschaftler auf die Spur, der Versuche an Menschen durchführt. Sie müssen den Wahnsinnigen schnellstmöglich stoppen. Danny ermittelt zudem noch an einem anderen Tatort: Er versucht herauszufinden, wer den Baum in seinem Garten mit Toilettenpapier dekoriert hat.                                                                                     |           |                            |                          |                      |                                        |                     |                                                                     |                 |
| 78 | 7         | Drei Männer und ein Baby   | Ua Nalohia               | 8. Nov. 2013         | 21. Feb. 2014                          | Joe Dante           | John Dove & Noah Nelson                                             | 9,51 Mio.       |
| Steve, Chin und Danny ermitteln im Fall eines ATF-Agenten, der während eines Undercover-Einsatzes ermordet wurde. Steves Schwester Mary hat überraschend ein Baby adoptiert, um das sich Steve kümmern muss, als Mary ins Krankenhaus eingeliefert wird. |           |                            |                          |                      |                                        |                     |                                                                     |                 |
| 79 | 8         | Ärger im Gepäck            | Akanahe                  | 15. Nov. 2013        | 28. Feb. 2014                          | Jerry Levine        | Steven Lilien & Bryan Wynbrandt                                     | 9,90 Mio.       |
| Um das Verhältnis zwischen Five-0-Chef Steve McGarrett und SWAT-Team-Leiter Grover (Chi McBride) zu bessern, beauftragt Gouverneur Denning die beiden, einen Haftbefehl wegen Falschparkens zuzustellen. Dabei geraten McGarrett und Grover in ein Feuergefecht. Der vermeintliche Falschparker verschwindet und kehrt als genialer Hacker zurück. |           |                            |                          |                      |                                        |                     |                                                                     |                 |
| 80 | 9         | Streng geheim              | Hau’oli La Ho’omaika’I   | 22. Nov. 2013        | 7. März 2014                           | Allison Liddi-Brown | Eric Guggenheim & Moira Kirland                                     | 9,92 Mio.       |
| Das Team ermittelt an Thanksgiving im Fall eines ermordeten Secret-Service-Agenten. Weil er für den Schutz des Präsidenten eingeteilt war und dessen Ankunft kurz bevorsteht, hat der Fall höchste Priorität. Während Five-0 einen Anschlag zu verhindern versucht, kommt Steves Tante Deb zu Besuch und wird prompt verhaftet, als sie versucht, Marihuana zu kaufen. Sie hat ein erschütterndes Geheimnis.                                                                     |           |                            |                          |                      |                                        |                     |                                                                     |                 |
| 81 | 10        | Alte Wunden                | Ho’onani Makuakane       | 13. Dez. 2013        | 14. März 2014                          | Larry Teng          | Peter M. Lenkov & Ken Solarz                                        | 9,13 Mio.       |
| Bei einer Gedenkveranstaltung des Jahrestages des Angriffes auf Pearl Harbor verhindert Steve, dass ein Zuschauer namens David Toriyama den Veteranen Ezra Clark tötet. Toriyama behauptet, Clark habe seinen Vater 1943 im Honouliuli Gefangenenlager aus Habgier getötet. Steve und sein Team ermitteln daraufhin in einem Mordfall, der bereits über 70 Jahre her ist. |           |                            |                          |                      |                                        |                     |                                                                     |                 |
| 82 | 11        | Bei Einbruch Mord          | Pukana                   | 20. Dez. 2013        | 21. März 2014                          | Bryan Spicer        | Bill Hayes                                                          | 9,62 Mio.       |
| Als das Team kurz vor Weihnachten den Mord an einem Einbrecher untersucht, kommt es auf die Spur eines Serienmörders. Weil Anhaltspunkte fehlen, recherchieren Chin Ho und Catherine vor Ort. Das nutzt der Serienmörder, um Chin Ho in seine Gewalt zu bringen. Grace findet indes bei einer Säuberungsaktion am Strand ein Kästchen aus Holz, darin befindet sich ein Medaillon mit dem Foto eines kleinen Mädchens. Charlie hilft Danny, die Herkunft des Mädchens zu klären. |           |                            |                          |                      |                                        |                     |                                                                     |                 |
| 83 | 12        | Auf Sand gebaut            | O kela me keia Manama    | 10. Jan. 2014        | 28. März 2014                          | Peter Weller        | John Dove                                                           | 10,74 Mio.      |
| Der wohltätige Besitzer einer Bar ist nach einem nächtlichen Angriff verschwunden. Einer der Angreifer ist tot, der andere liegt schwerverletzt im Krankenhaus. Der Verschwundene ist ein Freund von Grover. Es stellt sich heraus, dass er gar nicht gefunden werden will. |           |                            |                          |                      |                                        |                     |                                                                     |                 |
| 84 | 13        | Schatten der Vergangenheit | Hana Lokomaika’i         | 17. Jan. 2014        | 4. Apr. 2014                           | Sylvain White       | Peter M. Lenkov & Ken Solarz Idee: Peter M. Tassler                 | 10,63 Mio.      |
| Chin Ho steht im Zentrum interner Ermittlungen, die mit dem Mord an seinem Vater vor 15 Jahren zusammenhängen. Auch seine verstorbene Frau Malia und sein Schwager spielen eine Rolle. Die Befragungen bringen Chin Ho an die Grenzen seiner Belastbarkeit. |           |                            |                          |                      |                                        |                     |                                                                     |                 |
| 85 | 14        | Reingelegt                 | Na hala a ka makua       | 31. Jan. 2014        | 11. Apr. 2014                          | Peter Weller        | David Wolkove                                                       | 11,24 Mio.      |
| Roy Parrish, gerade zu lebenslanger Haft verurteilt, flieht und bringt Steve und Danny in seine Gewalt. Er behauptet, unschuldig zu sein und bittet die beiden, ihm zu helfen, die Verschwörung gegen ihn zu beweisen. |           |                            |                          |                      |                                        |                     |                                                                     |                 |
| 86 | 15        | Hinter der Wand            | Pale ’la                 | 28. Feb. 2014        | 29. Aug. 2014                          | Jerry Levine        | Moira Kirkland                                                      | 10,61 Mio.      |
| Dannys Mutter (Melanie Griffith) kommt zu Besuch und erklärt unvermittelt, dass sie sich scheiden lassen will. Währenddessen wird ein ermordeter Makler hinter der Trockenbauwand eines Hauses gefunden. Es stellt sich heraus, dass die Tatwaffe eigentlich in der Asservatenkammer liegen müsste. |           |                            |                          |                      |                                        |                     |                                                                     |                 |
| 87 | 16        | Das schwarze Einhorn       | Hoku Welowelo            | 7. März 2014         | 5. Sep. 2014                           | Jeffrey Hunt        | Steven Lilien & Bryan Wynbrandt                                     | 10,35 Mio.      |
| Drei Menschen werden erschossen auf einem Boot gefunden, das von einem rätselhaften brennenden Gegenstand beschädigt wurde. Das Team findet heraus, dass es sich um einen abgestürzten chinesischen Spionagesatelliten handelt, der hochbrisante Daten enthält, die auf keinen Fall in falsche Hände geraten dürfen. |           |                            |                          |                      |                                        |                     |                                                                     |                 |
| 88 | 17        | Unter der Oberfläche       | Ma Lalo o ka ’ili        | 14. März 2014        | 12. Sep. 2014                          | Bryan Spicer        | Bill Haynes & John Dove Idee: Bill Haynes                           | 9,53 Mio.       |
| Während Dannys Mutter einen Scheidungsanwalt besucht, bereitet Danny eine Überraschung vor, die seine Eltern wieder zueinander führen soll. Ein Lehrer wird tot in seiner Wohnung aufgefunden, seine Tochter Kelly scheint entführt worden zu sein. Zunächst deutet alles auf Raubmord mit anschließender Entführung hin, bis sich die Beweislage plötzlich komplett ändert. |           |                            |                          |                      |                                        |                     |                                                                     |                 |
| 89 | 18        | Klassentreffen             | Ho’i Hou                 | 4. Apr. 2014         | 19. Sep. 2014                          | Sylvain White       | Christina M. Kim                                                    | 9,67 Mio.       |
| Chin Ho und Jerry sind beim Jahrgangstreffen ihrer Highschool-Abschlussklasse, als eine Frau über die Lautsprecheranlage um Hilfe ruft. Sie stürzt im Treppenhaus ab und ist sofort tot. Es stellt sich heraus, dass sie nach dem Abschluss aufs Festland gezogen und nie wieder auf Hawaii gewesen war. Wenige Stunden vor ihrem Tod hat sie die Krankenhausrechnung einer Frau bezahlt, zu der sie gar keine Verbindung zu haben scheint.                                      |           |                            |                          |                      |                                        |                     |                                                                     |                 |
| 90 | 19        | Verschüttet                | Ku I Ka Pili Koko        | 11. Apr. 2014        | 26. Sep. 2014                          | Maja Vrvilo         | Steven Lilien & Bryan Wynbrandt Idee: David Wolkove                 | 9,17 Mio.       |
| Five-0 geht dem Tipp eines Inhaftierten nach und findet einen gefesselten und verletzten Mann. Als eine Bombe explodiert, werden Steve und Danny jedoch verschüttet. Der Tipp mit dem Waffendeal scheint eine Falle gewesen zu sein, mit der Five-0 eliminiert werden sollte. |           |                            |                          |                      |                                        |                     |                                                                     |                 |
| 91 | 20        | Gleich nebenan             | Pe’epe’e Kainaka         | 25. Apr. 2014        | 3. Okt. 2014                           | Jeff Cadiente       | John Dove                                                           | 9,26 Mio.       |
| Der Mord an einem Poolreiniger führt das Team auf die Spur einer studentischen Terrorzelle. Als Steve einen der Verdächtigen festnehmen will, stürzt sich dieser vom Dach. Five-0 muss nun schnell sein, um die Hintermänner ausfindig zu machen und einen Anschlag auf amerikanischem Boden zu verhindern. |           |                            |                          |                      |                                        |                     |                                                                     |                 |
| 92 | 21        | Najib                      | Makani ’olu a holo malie | 2. Mai 2014          | 10. Okt. 2014                          | Jeffrey Hunt        | Eric Guggenheim Idee: Peter M. Lenkov, Ken Solarz & Eric Guggenheim | 8,77 Mio.       |
| Steve und Catherine fliegen nach Afghanistan, um dort den Sohn eines Mannes aus den Fängen der Taliban zu befreien, der Catherine sieben Jahre vorher das Leben gerettet hatte. Auf Hawaii klärt das restliche Team unterdessen den Diebstahl eines Organtransplantates auf. |           |                            |                          |                      |                                        |                     |                                                                     |                 |
| 93 | 22        | Der fünfte Beatle          | O ka Pili’Ohana ka ’Oi   | 9. Mai 2014          | 17. Okt. 2014                          | Bryan Spicer        | Peter M. Lenkov & Ken Solarz                                        | 9,21 Mio.       |
| Der Computerhacker Ian Wright ist zurück und entführt die Tochter von Grover, um diesen zur Beteiligung an einem 100-Millionen-Dollar-Raub zu zwingen. Grover bleibt keine Wahl, er muss mitmachen, wenn er seine Tochter lebend wiedersehen will. Währenddessen bricht Wo Fat aus dem Hochsicherheitsgefängnis aus. |           |                            |                          |                      |                                        |                     |                                                                     |                 |

## Staffel 5
Die Erstausstrahlung der fünften Staffel war vom 26. September 2014 bis zum 8. Mai 2015 auf dem US-amerikanischen Sender CBS zu sehen. Die deutschsprachige Erstausstrahlung sendete der Schweizer Free-TV-Sender 3+ vom 30. September bis zum 16. Dezember 2015.
| Nr. (ges.) | Nr. (St.) | Deutscher Titel               | Originaltitel        | Erstausstrahlung USA | Deutschsprachige Erstausstrahlung (CH) | Regie               | Drehbuch                                                                 | Zuschauer (USA) |
| --- | --------- | ----------------------------- | -------------------- | -------------------- | -------------------------------------- | ------------------- | ------------------------------------------------------------------------ | --------------- |
| 94 | 1         | Das fliegende Auge            | A’ohe Kahi e Pe’e Ai | 26. Sep. 2014        | 30. Sep. 2015                          | Bryan Spicer        | Peter M. Lenkov & Ken Solarz                                             | 9,00 Mio.       |
| Bei Drohnenangriffen werden mehrere Menschen getötet. Ein Bekenneranruf gibt an, sich für die Drohneneinsätze der USA im Nahen Osten rächen zu wollen und dafür weitere Angriffe begehen werde. Das Five-0-Team findet heraus, dass die Drohne von einer auf der Insel ansässigen Firma gekapert wurde und ein ehemaliger Mitarbeiter Geld von einer Terrorgruppe überwiesen bekam.                                                             |           |                               |                      |                      |                                        |                     |                                                                          |                 |
| 95 | 2         | Wenn alles auseinander bricht | Ka Makuakane         | 3. Okt. 2014         | 30. Sep. 2015                          | Sylvain White       | Steven Lilien & Bryan Wynbrandt                                          | 9,77 Mio.       |
| Während einer Tanzaufführung wird die Tochter eines aktiven Navy Seals entführt. Wenig später geht eine Lösegeldforderung von 1,6 Millionen Dollar bei der Familie Porter, deren Firma Kinderzubehör herstellt, ein. Offenbar war ihre Tochter, die ebenfalls bei der Tanzaufführung teilnahm, das Ziel. Five-0 macht einen ehemaligen Mitarbeiter ausfindig, der ebendiese Summe erhalten hat.                                                 |           |                               |                      |                      |                                        |                     |                                                                          |                 |
| 96 | 3         | Endloser Sommer               | Kanalu Hope Loa      | 10. Okt. 2014        | 2. Okt. 2015                           | Joe Dante           | Sarah Byrd                                                               | 9,19 Mio.       |
| Als ein Sightseeing-Bus überfallen wird, kommt der Chef einer IT-Sicherheitsfirma ums Leben. Seine vermeintliche Frau stellt sich ebenfalls als gesuchte Verbrecherin heraus, die ihm Zugangscodes von seinem Handy stehlen wollte. Five-0 ermittelt zunächst in getrennten Fällen, muss dann jedoch feststellen, dass beide Verbrechen zusammenführen.                                                                                         |           |                               |                      |                      |                                        |                     |                                                                          |                 |
| 97 | 4         | Ein größerer Fisch            | Ka Noe’au            | 17. Okt. 2014        | 2. Okt. 2015                           | Peter Weller        | Peter Lenkov & Ken Solarz                                                | 9,18 Mio.       |
| Nachdem ein Mann fünf Angestellte der Flugsicherheit ausschaltete, wird er von einem Scharfschützen erschossen. Es stellt sich heraus, dass beide für den Mafia-Boss Albert Bagosa aus Detroit gearbeitet haben und der Scharfschütze ein ehemaliger Auftragskiller namens „Valentine“ ist, der sich nun gegen Bagosa stellt. |           |                               |                      |                      |                                        |                     |                                                                          |                 |
| 98 | 5         | Ehrensache                    | Ho’oilina            | 24. Okt. 2014        | 7. Okt. 2015                           | Bryan Spicer        | Eric Guggenheim                                                          | 8,92 Mio.       |
| Am vierjährigen Jahrestag von John McGarretts Tod trifft Steve an dessen Grab Ellie Clayton. Elli ist die Tochter eines Barbesitzers, der 1995 bei einem Raubüberfall ums Leben kam. John McGarrett war damals der ermittelnde Officer, konnte den Fall aber nie aufklären, weshalb er sich jahrelang um Ellie kümmerte. Steve entschließt sich daraufhin, den Fall neu aufzurollen.                                                            |           |                               |                      |                      |                                        |                     |                                                                          |                 |
| 99 | 6         | Leichen pflastern seinen Weg  | Ho’oma’ike           | 31. Okt. 2014        | 14. Okt. 2015                          | Joe Dante           | Steven Lilien & Bryan Wynbrandt Idee: David Wolkove                      | 9,47 Mio.       |
| Thomas Farrow entführt Jerry, da dieser über längere Zeit gegen Farrow wegen Geldfälscherei ermittelte. Farrow erschießt daraufhin seinen Geschäftspartner, lässt Jerry jedoch laufen. Währenddessen treibt ein Serienmörder sein Unwesen, der seinen Opfern im Stile des Horrorfilmes „Jack Knife“ einzelne Gliedmaßen abschneidet. |           |                               |                      |                      |                                        |                     |                                                                          |                 |
| 100 | 7         | Verkehrte Welt                | Ina Paha             | 7. Nov. 2014         | 16. Okt. 2015                          | Larry Teng          | Peter M. Lenkov                                                          | 8,95 Mio.       |
| Steve wird von Wo Fat entführt. Dieser foltert ihn und möchte so den Aufenthaltsort seines Vaters herausbekommen. Dabei erfährt Steve auch endlich die Wahrheit über seine Mutter. |           |                               |                      |                      |                                        |                     |                                                                          |                 |
| 101 | 8         | Schein und Sein               | Ka Hana Malu         | 21. Nov. 2014        | 21. Okt. 2015                          | Jerry Levine        | Moira Kirland                                                            | 10,07 Mio.      |
| Ein Investmentbanker und seine Frau werden in ihrem Haus tot aufgefunden. Five-0 verdächtigt daraufhin die Söhne Jake und Travis, die durch den Tod viel Geld geerbt hätten. Allerdings stellt sich heraus, dass der Vater die Familie in den finanziellen Ruin trieb. |           |                               |                      |                      |                                        |                     |                                                                          |                 |
| 102 | 9         | Ein Cowboy auf dem Mars       | Ke Koho Mamao Aku    | 12. Dez. 2014        | 23. Okt. 2015                          | Bryan Spicer        | Sue Palmer                                                               | 8,77 Mio.       |
| Auf einem Trainingsgelände für Weltraumforschung bricht ein Mann zusammen und stirbt daraufhin. Five-0 findet heraus, dass dieser ein Bullenreiter eines nahegelegenen Rodeos war und allem Anschein nach vergiftet wurde. Schnell wird klar, dass alles mit dem Fall eines vermissten Pferdes zusammenhängt. |           |                               |                      |                      |                                        |                     |                                                                          |                 |
| 103 | 10        | Die Hula-Tänzerin             | Wawahi moe’uhane     | 2. Jan. 2015         | 28. Okt. 2015                          | Sylvain White       | Steven Lilien & Bryan Wynbrandt Idee: Peter M. Lenkov                    | 10,51 Mio.      |
| Five-0 ermittelt im Fall einer ermordeten Hula-Tänzerin, die tot in einem Zuchtkäfig im Meer gefunden wurde. Dabei stellt sich heraus, dass das Hula-Unternehmen ebenfalls ein Escort-Service war, und sie den vorigen Abend mit einem Freier verbrachte. Kurze Zeit später wird auch dieser tot aufgefunden. Tatkräftige Unterstützung erhält Five-0 von Harry Brown, einem Privatdetektiv, der auf das Opfer angesetzt war.                   |           |                               |                      |                      |                                        |                     |                                                                          |                 |
| 104 | 11        | Das Meisterwerk               | Ua’aihue             | 9. Jan. 2015         | 30. Okt. 2015                          | Jeffrey Hunt        | David Wolkove                                                            | 11,50 Mio.      |
| Lukas Janssen, ein berüchtigter Kunsträuber, schmuggelt ein Gemälde von Van Gogh im Handgepäck eines anderen Fluggastes nach Hawaii. Nach der Landung tötet er den Besitzer des Koffers, um das Gemälde anschließend auf der Insel zu verkaufen. Mit Hilfe von Gerard Hirsch, einem nicht ganz rechtschaffenem Kunstexperten, schafft es Five-0, sich in die Szene einzuschleusen, um Janssen zu stoppen.                                       |           |                               |                      |                      |                                        |                     |                                                                          |                 |
| 105 | 12        | Wailea                        | Poina ’ole           | 16. Jan. 2015        | 4. Nov. 2015                           | Brad Tanenbaum      | John Dove                                                                | 10,59 Mio.      |
| Nachdem eine Chirurgin ermordet wird, nimmt das Five-0-Team die Ermittlungen auf. Anscheinend hat ein Patient ihr auf dem Sterbebett offenbart, dass er 1974 Zeuge eines Verbrechens in einer Jugendstrafanstalt war. |           |                               |                      |                      |                                        |                     |                                                                          |                 |
| 106 | 13        | Das Virus                     | La Po’ino            | 30. Jan. 2015        | 6. Nov. 2015                           | Maja Vrvilo         | Sarah Byrd Idee: Peter M. Lenkov                                         | 10,50 Mio.      |
| Joe White überführt einen mit Vogelgrippe infizierten Mitarbeiter einer Hilfsorganisation von Manila nach Oahu. Während des Transportes zum Armeekrankenhaus wird der Konvoi überfallen und der Infizierte entführt. Five-0 findet heraus, dass das Virus kampffähig gemacht werden soll und so eine Pandemie ausgelöst werden könnte. |           |                               |                      |                      |                                        |                     |                                                                          |                 |
| 107 | 14        | Das Phantom                   | Powehiwehi           | 6. Feb. 2015         | 11. Nov. 2015                          | Peter Weller        | Eric Guggenheim Idee: Travis Donnelly                                    | 10,08 Mio.      |
| Jeff Morrison, ein Beamter der ICE-Polizeieinheit, befreit JC Dekker aus der Haft, um über ihn den Verbrecher „Roman“ zu fassen. Die Mission misslingt, Dekker wird angeschossen und kann sich anschließend an nichts mehr erinnern. Five-0 nimmt sich dem Fall an und muss anschließend feststellen, dass „Roman“ nun hinter Dekker her ist.                                                                                                   |           |                               |                      |                      |                                        |                     |                                                                          |                 |
| 108 | 15        | Der Mann, der zu viel wusste  | E ’Imi pono          | 13. Feb. 2015        | 13. Nov. 2015                          | Allison Liddi-Brown | Kenny Kyle                                                               | 9,81 Mio.       |
| Der Journalist Julius Brennan, welcher einige Jahre im Kongo unterwegs war und dort über den Bürgerkrieg berichtete, wird ermordet. Das Five-0-Team ermittelt, dass ein ehemaliger Warlord auf Oahu ist. Auch der ehemalige CIA-Agent und US-Botschafter Ben Hamilton scheint eine wichtige Rolle in diesem Fall zu spielen. |           |                               |                      |                      |                                        |                     |                                                                          |                 |
| 109 | 16        | Wer ist Melissa Armstrong?    | Nanahu               | 20. Feb. 2015        | 18. Nov. 2015                          | Joe Dante           | John Dove Idee: Akeba Gaddis Lynn                                        | 10,66 Mio.      |
| Ein Serienmörder, der Brände in Häusern junger Paare legt, alle Ausgänge verschließt und auch noch live zuguckt, hält Five-0 in Atem. Diese bekommen von Kathy Millwood, einer Ex-ATF-Mitarbeiterin, ungewollte Hilfe, die selbst einst Opfer des Brandstifters war. Währenddessen holt Amber Vitale, die neue Freundin von Danny, ihre Vergangenheit ein.                                                                                      |           |                               |                      |                      |                                        |                     |                                                                          |                 |
| 110 | 17        | Auf der Lauer                 | Kuka’awale           | 27. Feb. 2015        | 20. Nov. 2015                          | Daniel Dae Kim      | David Wolkove & Lorenzo Manetti                                          | 9,79 Mio.       |
| Nach einem Raubüberfall auf einen Juwelier wird der Täter von seiner Komplizin angeschossen und zurückgelassen. Five-0 ermittelt schnell die gesuchte Person und entschließt sich dazu, diese zu beschatten, um so an den zweiten Täter, welcher sich als serbischer Ex-Soldat Radomir Ivanovich herausstellt, heranzukommen. |           |                               |                      |                      |                                        |                     |                                                                          |                 |
| 111 | 18        | Gleiches Recht für alle       | Pono Kaulike         | 6. März 2015         | 25. Nov. 2015                          | Larry Teng          | Peter M. Lenkov & Ken Solarz                                             | 9,54 Mio.       |
| Rex Couglin von der Dienstaufsicht holt Gabriel Waincroft aus der Haft, um mit dessen Aussage Chin der Korruption zu überführen. Währenddessen wird Danny von der CIA in ein kolumbianisches Gefängnis überstellt, um dort für den Mord an Marco Reyes zu büßen. Five-0 ist erneut auf die Hilfe von Joe White und dem Hubschrauberpiloten Frank Bama angewiesen.                                                                               |           |                               |                      |                      |                                        |                     |                                                                          |                 |
| 112 | 19        | Haarscharf                    | Kahania              | 13. März 2015        | 25. Nov. 2015                          | Jerry Levine        | Steven Lilien & Bryan Wynbrandt                                          | 9,38 Mio.       |
| Während sich Steve von Odell Martin frisieren lässt, stürmt ein angeschossener Mann in den Laden. Anscheinend war er Zeuge eines Mordes und wird nun von den Verbrechern gejagt. Den drei bleibt keine andere Wahl, als sich im Frisörsalon zu verbarrikadieren. Währenddessen wird Jerry beschuldigt, eine Serie von Raubüberfällen begangen zu haben.                                                                                         |           |                               |                      |                      |                                        |                     |                                                                          |                 |
| 113 | 20        | Verdächtig unverdächtig       | Ike Hanau            | 3. Apr. 2015         | 2. Dez. 2015                           | Maja Vrvilo         | Moira Kirland & Eric Guggenheim Idee: Peter M. Lenkov & Peter M. Tassler | 8,87 Mio.       |
| Lous alter Freund Clay aus Chicago kommt mit seiner Frau zu ihrem 20. Hochzeitstag nach Hawaii. Bei einer Wanderung fällt diese eine Klippe hinunter und ist sofort tot. Obwohl offiziell von einem Unfall ausgegangen wird, beschleicht Lou das Gefühl, dass Clay womöglich etwas mit dem Tod seiner Frau zu tun hat. Daraufhin versucht Lou, den Fall aufzuklären.                                                                            |           |                               |                      |                      |                                        |                     |                                                                          |                 |
| 114 | 21        | Der King ist tot              | Ua helele’i ka hoku  | 10. Apr. 2015        | 2. Dez. 2015                           | James Wilcox        | David Wolkove                                                            | 8,70 Mio.       |
| Bei einem Elvis-Imitatoren-Wettbewerb bricht ein Double während des Auftritts zusammen und verstirbt. Obwohl Five-0 den Täter schnell ermitteln kann, scheint es ein zweites Verbrechen zu geben. Allem Anschein nach war der Elvis-Imitator ein Diamantenschmuggler. |           |                               |                      |                      |                                        |                     |                                                                          |                 |
| 115 | 22        | Hangover                      | Ho’amoano            | 24. Apr. 2015        | 9. Dez. 2015                           | Stephen Herek       | John Dove                                                                | 8,35 Mio.       |
| Drei Männer wachen mit Filmriss in ihrem Hotelzimmer auf und finden eine Leiche in ihrer Badewanne vor. Beim Versuch, diese in einem Waldgebiet zu entsorgen, werden sie erwischt und müssen mit Five-0 kooperieren. Steve, Danny und Lou versuchen den Abend zu rekonstruieren und den Mord aufzuklären. Währenddessen ermitteln Kono, Chin und Jerry im Fall einer entführten Frau, die den Täter umbrachte und daraufhin spurlos verschwand. |           |                               |                      |                      |                                        |                     |                                                                          |                 |
| 116 | 23        | Im Auge des Sturms            | Mo’o Olelo Pu        | 1. Mai 2015          | 9. Dez. 2015                           | Eagle Egilsson      | Jessica Granger Idee: Peter M. Lenkov & Ken Solarz                       | 8,60 Mio.       |
| Kono möchte mit einem traditionellen hawaiianischen Boot von Oahu nach Molokai segeln. Dabei gerät sie in einen Sturm und muss nun ums Überleben kämpfen. Das restliche Team ermittelt indes im Falle eines ehemaligen Drogenkoches, der nach seinem Gefängnisaufenthalt seine illegale Arbeit anscheinend wieder aufgenommen hat. |           |                               |                      |                      |                                        |                     |                                                                          |                 |
| 117 | 24        | Untergetaucht                 | Luapo’i              | 8. Mai 2015          | 16. Dez. 2015                          | Maja Vrvilo         | Eric Guggenheim                                                          | 8,57 Mio.       |
| Ein gesuchter Mörder erschießt einen Kopfgeldjäger und einen Polizisten während einer Verkehrskontrolle. Five-0 begibt sich auf die Suche nach dem Täter und muss feststellen, dass auch noch andere ihn finden wollen. Währenddessen erfährt Danny, dass er einen Sohn hat, der an einer schweren Krankheit leidet. |           |                               |                      |                      |                                        |                     |                                                                          |                 |
| 118 | 25        | Waikikikalypse                | A Make Kāua          | 8. Mai 2015          | 16. Dez. 2015                          | Bryan Spicer        | Steven Lilien & Bryan Wynbrandt Idee: Peter M. Lenkov                    | 8,27 Mio.       |
| Die Hochzeit von Kono und Adam steht an. Bevor die Trauung jedoch vollzogen werden kann, muss sich Five-0 noch einer geklauten Atomrakete widmen. Diese wurde nach Hawaii geschmuggelt und soll offenbar in Waikiki gezündet werden. Five-0 muss zudem feststellen, dass Gabriel Waincroft wieder aufgetaucht ist. |           |                               |                      |                      |                                        |                     |                                                                          |                 |

## Staffel 6
Die Erstausstrahlung der sechsten Staffel war vom 25. September 2015 bis zum 13. Mai 2016 auf dem US-amerikanischen Sender CBS zu sehen. Die deutschsprachige Erstausstrahlung sendet der Schweizer Free-TV-Sender 3+ seit dem 7. September 2016.
| Nr. (ges.) | Nr. (St.) | Deutscher Titel            | Originaltitel                       | Erstausstrahlung USA | Deutschsprachige Erstausstrahlung (CH) | Regie             | Drehbuch                                              | Zuschauer (USA) |
| --- | --------- | -------------------------- | ----------------------------------- | -------------------- | -------------------------------------- | ----------------- | ----------------------------------------------------- | --------------- |
| 119 | 1         | Yo-Ho, Yo-Ho               | Mai ho’oni i ka wai lana mâlie      | 25. Sep. 2015        | 7. Sep. 2016                           | Bryan Spicer      | Peter M. Lenkov & Eric Guggenheim                     | 8,30 Mio.       |
| Bei einem Raubmord wird eine VHS-Kassette mit einem Interview aus den '70ern gestohlen. Darauf zu sehen ist ein alter Mann, der behauptet, dass er in den 1880ern Teil einer Piratengruppe war und diese einen großen Schatz von König Kalakaua erbeutet haben. Nachdem die Täter kurz darauf ein Gemälde aus dem Museum klauen, kommt Five-0 der Verdacht, dass es sich dabei um eine Schatzkarte handeln könnte. Währenddessen überfällt Gabriel Waincroft Adam und Kono in ihren Flitterwochen und zwingt Adam dazu, ihm sein gesamtes Vermögen zu überweisen. |           |                            |                                     |                      |                                        |                   |                                                       |                 |
| 120 | 2         | Feuer und Flamme           | Lehu a Lehu                         | 2. Okt. 2015         | 14. Sep. 2016                          | Sylvain White     | John Dove                                             | 9,24 Mio.       |
| Ein unbekannter Bombenleger ködert das Bombenräumkommando und zündet anschließend einen zweiten Sprengsatz in unmittelbarer Nähe. Bei einem zweiten Anschlag hinterlässt er einen Stick, auf dem die Anweisung ist, dass Five-0 Jason Duclair aus der Haft befreien soll, da sonst noch mehr Menschen sterben werden. Five-0 findet heraus, dass Duclair anscheinend aus dem Gefängnis heraus Kontakt zu einem Verehrer hatte. |           |                            |                                     |                      |                                        |                   |                                                       |                 |
| 121 | 3         | Der tote Taucher           | Ua ’o’oloku ke anu i na mauna       | 9. Okt. 2015         | 21. Sep. 2016                          | Joe Dante         | Peter M. Lenkov                                       | 8,97 Mio.       |
| Five-0 ermittelt im Fall eines toten Tauchers, der im Meer eine Waffe gefunden hat, welche sich unglücklich selbstauslöste und den Mann tötete. Der neue Kriminaltechniker Eric Russo, Dannys Neffe, findet heraus, dass die Waffe bereits einen unbekannten Mann getötet hat, der einige Wochen zuvor an den Strand gespült wurde. Five-0 findet in dessen Wohnung eine große Menge an Falschgeld und kommt so langsam den Tätern auf die Schliche. Währenddessen entscheidet sich Catherine dazu, die Insel endgültig zu verlassen.                             |           |                            |                                     |                      |                                        |                   |                                                       |                 |
| 122 | 4         | Blütenpracht               | Ka Papahana Holo Pono               | 16. Okt. 2015        | 28. Sep. 2016                          | Maja Vrvilo       | Eric Guggenheim & David Wolkove                       | 9,08 Mio.       |
| Ein seit den Achtzigern zurückgezogen lebender Millionär wird tot mit knapp einer Million Dollar im Wald aufgefunden. Dort wollte er, wie Five-0 später feststellt, ein Lösegeld für seine Tochter bezahlen. Five-0 muss erneut auf die Hilfe von Gerard Hirsch zurückgreifen, der dem toten Millionär das Geld beschafft hat. |           |                            |                                     |                      |                                        |                   |                                                       |                 |
| 123 | 5         | Tag der Wahrheit           | Ka ’alapahi nui                     | 23. Okt. 2015        | 5. Okt. 2016                           | Eagle Egilsson    | David Wolkove & Sue Palmer                            | 8,60 Mio.       |
| Bevor ein einflussreicher Unternehmer eine Aussage unter Eid machen kann, wird er von einem Motorradfahrer in einem Hochhaus erschossen. Dieser flüchtet, indem er vom Dach aus auf ein anderes Hochhaus springt. Five-0 muss in diesem Fall mehreren Spuren nachgehen, so soll der Unternehmer von der samoanischen Mafia erpresst worden sein und auch eine Motorradgang gerät ins Visier. |           |                            |                                     |                      |                                        |                   |                                                       |                 |
| 124 | 6         | Monster                    | Na Pilikua Nui                      | 30. Okt. 2015        | 12. Okt. 2016                          | Joe Dante         | Matt Wheeler                                          | 8,35 Mio.       |
| Es ist Halloween. In einem Gruselcamp werden einzelne Teile von insgesamt vier Frauen gefunden. Steve und Lou nehmen die Ermittlungen auf und stellen fest, dass sich der Serienmörder anscheinend seine eigene Frau zusammenbauen möchte. Als Jerry währenddessen Blut spendet, wird die Praxis überfallen und einige Blutkonserven gestohlen. Mit der Unterstützung von Kono und Chin kommt er den Tätern langsam auf die Schliche. |           |                            |                                     |                      |                                        |                   |                                                       |                 |
| 125 | 7         | Ausflug ins Paradies       | Na Kama Hele                        | 6. Nov. 2015         | 19. Okt. 2016                          | Hanelle Culpepper | Ken Solarz                                            | 8,85 Mio.       |
| Steve und Lynn, eine Freundin von Ellie Clayton, sind auf dem Weg zu einem Date auf einer abgelegenen Insel. Dort ist, wie sie später feststellen müssen, ein Flugzeug abgestürzt, das zwei Gefangene transportiert hat. Diese laufen nun frei auf der Insel herum und sind auch hinter Steve und Lynn her. Kono, Chin und Lou kümmern sich derweil um den Erpressungsfall eines jungen Footballtalents. |           |                            |                                     |                      |                                        |                   |                                                       |                 |
| 126 | 8         | Räuber und Gendarm         | Piko Pau ’iole                      | 13. Nov. 2015        | 26. Okt. 2016                          | Joel Surnow       | Peter M. Lenkov, Steven Lilien & Bryan Wynbrandt      | 8,47 Mio.       |
| Abby Dunn stößt vorübergehend zum Five-0-Team dazu, um Erfahrungen für ihre eigene Task Force in San Francisco zu sammeln. Der erste Fall dreht sich um den Mord an einer Frau, die zusammen mit ihrem Partner Touristen bestahl. Bei der Lösung des Falles erhält Five-0 tatkräftige Unterstützung des Komplizen. Chin und Abby werden unterdessen auf den Fall von fünf Leichen in einem Frachtcontainer angesetzt. Währenddessen erschießt Adam zwei Männer von Goro Shioma.                                                                                   |           |                            |                                     |                      |                                        |                   |                                                       |                 |
| 127 | 9         | Professor Danno            | Hana Keaka                          | 20. Nov. 2015        | 2. Nov. 2016                           | Bobby Roth        | Carmen Pilar Golden                                   | 9,10 Mio.       |
| Ein unbeliebter Uni-Professor wird ermordet aufgefunden. Schnell wird Five-0 klar, dass der Täter einer der Studenten sein muss. Aus diesem Grund beschließen sie, Danny als Wirtschaftsprofessor und Eric als Student an der Uni einzuschleusen. Anscheinend sollte der Professor gefeuert werden, nicht zuletzt, da er drohte, einen wichtigen Footballspieler durchfallen zu lassen. |           |                            |                                     |                      |                                        |                   |                                                       |                 |
| 128 | 10        | Ohne Deckung               | Ka Makau Kaa Kaua                   | 11. Dez. 2015        | 9. Nov. 2016                           | Bryan Spicer      | John Dove                                             | 8,13 Mio.       |
| Hawaii ist der Austragungsort für einen Boxkampf zwischen dem Weltmeistern und einem Lokalmatador. Dessen Bruder und Manager wird kurz vor dem Kampf tot aufgefunden. Five-0 versucht, den Abend zu rekonstruieren und stößt dabei auf Gabriel Waincroft. Offenbar plant dieser, seine Konkurrenz auszuschalten. |           |                            |                                     |                      |                                        |                   |                                                       |                 |
| 129 | 11        | Der kleine Bruder          | Kuleana                             | 8. Jan. 2016         | 16. Nov. 2016                          | Sylvain White     | David Wolkove                                         | 9,41 Mio.       |
| Ein alter Komplize von Kamekona wird aus dem Gefängnis entlassen und möchte zusammen mit ihm neue Geschäfte machen. Als unterdessen ein weiterer Mann aus Kamekonas Vergangenheit erschossen aufgefunden wird, beschließt Five-0, Kamekona in die Szene einzuschleusen, um so den Täter zu überführen. Steve und Danny sind derweil auf Maui bei einer Paartherapie. |           |                            |                                     |                      |                                        |                   |                                                       |                 |
| 130 | 12        | Operation Fugo             | Ua ola loko i ke aloha              | 15. Jan. 2016        | 23. Nov. 2016                          | Maja Vrvilo       | Steve Douglas-Craig, John Dove & Eric Guggenheim      | 9,48 Mio.       |
| Aus einem japanischen Bunker aus dem Zweiten Weltkrieg wird etwa eine Tonne Sprengstoff gestohlen. Dabei wird ein Junge angeschossen, der fortan um sein Leben kämpfen muss. Bei den Ermittlungen des Five-0-Teams kommt heraus, dass im Zweiten Weltkrieg japanische Spione Bombenangriffe zeitgleich zu Pearl Harbor verüben sollten. Anscheinend soll dies nun verwirklicht werden. |           |                            |                                     |                      |                                        |                   |                                                       |                 |
| 131 | 13        | Mein liebster Feind        | Umia Ka Hanu                        | 22. Jan. 2016        | 30. Nov. 2016                          | Stephen Herek     | Peter M. Lenkov and Eric Guggenheim                   | 10,07 Mio.      |
| Lou reist nach Chicago, um dort seinen ehemaligen Partner Clay endlich ins Gefängnis zu bringen. So sucht er jetzt in Clays Haus nach Geld, dass dieser angeblich einst bei einem Fall mitgehen lassen haben soll, nachdem Lou merkte, dass er Clay den Mord an seiner Frau nicht nachweisen kann. Währenddessen sind Chin und Kono Zeugen, wie zwei Männer in einer abgelegenen Gegend eine Leiche verscharren wollen. |           |                            |                                     |                      |                                        |                   |                                                       |                 |
| 132 | 14        | Unglück im Glück           | Hoa ’inea                           | 12. Feb. 2016        | 7. Dez. 2016                           | Peter Weller      | Matt Wheeler                                          | 8,88 Mio.       |
| Am Valentinstag wird einer Frau angeschossen aufgefunden, die anscheinend ihren Mann beim Fremdgehen erwischt hat. Wie sich herausstellt, wurde dieser ebenfalls getötet, allerdings deutlich bevor seine Frau angeschossen wurde. Five-0 steht vor einem komplexen Geflecht aus Verbindungen mit einem anderen Ehepaar, aus dem nicht deutlich wird, wer Täter und wer Opfer ist. |           |                            |                                     |                      |                                        |                   |                                                       |                 |
| 133 | 15        | Der Parkplatzwächter       | Ke Koa Lokomaika’i                  | 19. Feb. 2016        | 14. Dez. 2016                          | Bryan Spicer      | Carmen Pilar Golden & Sue Palmer                      | 8,86 Mio.       |
| Ein Parkhauswächter wird von seinem Kollegen und Freund Neil, der unter Autismus leidet, angeschossen ins Krankenhaus gebracht. Nachdem dieser verstirbt, versucht Five-0, zusammen mit Neil den Täter zu finden. Dabei stellt sich heraus, dass die beiden Parkhauswächter Komplizen bei einem Einbruch in eine Bank waren, aus der allem Anschein nach jedoch nichts gestohlen wurde. |           |                            |                                     |                      |                                        |                   |                                                       |                 |
| 134 | 16        | Eine haarige Angelegenheit | Ka Pohaku Kihi Pa’a                 | 26. Feb. 2016        | 21. Dez. 2016                          | Jerry Levine      | Steven Lilien & Bryan Wynbrandt Idee: Peter M. Lenkov | 8,30 Mio.       |
| Sang Min wird verdächtigt, den Mord an einem Menschenschmuggler begangen zu haben, als er von Five-0 verdeckt eingesetzt wurde. Steve überredet Odell Martin, sich dem Fall anzunehmen. Während dieser sich zusammen mit Sang Min auf die Gerichtsverhandlung vorbereitet, versucht das restliche Team, den wahren Täter ausfindig zu machen. |           |                            |                                     |                      |                                        |                   |                                                       |                 |
| 135 | 17        | Das Schmetterlingstattoo   | Waiwai                              | 11. März 2016        | 28. Dez. 2016                          | Maja Vrvilo       | Eric Guggenheim                                       | 7,97 Mio.       |
| Eine vermeintliche Ärztin bringt im Krankenhaus mehrere Mitarbeiter um und stiehlt einem Patienten anschließend ein Implantat. Wie Five-0 feststellen muss, handelt es sich dabei um einen USB-Stick mit Geheiminformationen, die von einem Mitarbeiter einer IT-Sicherheitsfirma gestohlen wurden. Dessen vermeintliche Freundin stellt sich daraufhin als russische Spionin heraus. |           |                            |                                     |                      |                                        |                   |                                                       |                 |
| 136 | 18        | Mit Pfeil und Bogen        | Kanaka Hahai                        | 1. Apr. 2016         | 4. Jan. 2017                           | Eagle Egilsson    | Matt Wheeler Idee: Travis Donnelly                    | 8,45 Mio.       |
| Am Strand von Oahu werden zwei Männer angespült. Der eine ist tot, der andere muss ins Koma versetzt werden. Dass Boot, auf dem sie waren, sollte eigentlich auf einem Schiffsfriedhof in Thailand liegen und der Überlebende wurde laut Akten einige Jahre zuvor hingerichtet. Five-0 findet heraus, dass es anscheinend ein Fischerboot ist, auf dem Sklaven arbeiten. Währenddessen verfolgt Danny zwei Diebe, die sein Auto gestohlen haben. |           |                            |                                     |                      |                                        |                   |                                                       |                 |
| 137 | 19        | Lou Grovers Geheimnis      | Malama ka Po’e                      | 8. Apr. 2016         | 11. Jan. 2017                          | Brad Tanenbaum    | Ken Solarz & Bill Haynes                              | 8,63 Mio.       |
| Lou wird von seiner Vergangenheit eingeholt. Ein FBI-Agent hilft ihm unterzutauchen, um in Utah ein neues Leben mit seiner Familie anzufangen. Denn der Sohn eines Verbrechers aus Philadelphia, in dessen Netzwerk Lou vor 25 Jahren eingeschleust wurde, hat dessen Aufenthaltsort von Lous altem Kollegen Clay erfahren. |           |                            |                                     |                      |                                        |                   |                                                       |                 |
| 138 | 20        | Iron Man                   | Ka Haunaele                         | 15. Apr. 2016        | 18. Jan. 2017                          | Jerry Levine      | Sean O’Reilly Idee: Steven Lilien & Bryan Wynbrandt   | 8,34 Mio.       |
| Ein hochtechnisierter Militäranzug wird gestohlen, wobei ein Wachmann ums Leben kommt. Dieser bricht kurze Zeit später in die Asservatenkammer ein und stiehlt eine Waffe, die am folgenden Tag als Beweisstück vor Gericht dienen sollte. Währenddessen ist Jerrys Schwester zu Besuch, doch sie will auf Hawaii nicht nur Urlaub machen. |           |                            |                                     |                      |                                        |                   |                                                       |                 |
| 139 | 21        | Auf und davon              | Ka Pono Ku’oko’a                    | 22. Apr. 2016        | 25. Jan. 2017                          | Peter Weller      | John Dove                                             | 8,01 Mio.       |
| Michelle Shioma inszeniert einen Chemieanschlag auf das Gefängnis Halawa. So will sie erreichen, dass einer ihrer Leute vor Ort die Chance bekommt, Adam zu töten. Dieser flieht zusammen mit fünf anderen Häftlingen, darunter Jason Duclair und Gerard Burns, in den Urwald. Five-0 nimmt die Verfolgung auf und bekommt unverhoffte Unterstützung von Adam selbst. |           |                            |                                     |                      |                                        |                   |                                                       |                 |
| 140 | 22        | Ein entscheidender Fehler  | I’ike Ke Ao                         | 29. Apr. 2016        | 1. Feb. 2017                           | Bryan Spicer      | David Wolkove                                         | 8,41 Mio.       |
| Ein mysteriöser Hacker entführt seine Opfer und zwingt sie anschließend, in einem Livestream ihre Verbrechen zu gestehen. Als schließlich eine Studentin ihm zum Opfer fällt, nimmt Five-0 die Ermittlungen auf, wobei sie erneut auf die Hilfe vom Hacker „Toast“ angewiesen sind. Kamekona, Flippa und Max erleiden unterdessen Schiffbruch und müssen auf einer einsamen Insel auf ihre Rettung warten. |           |                            |                                     |                      |                                        |                   |                                                       |                 |
| 141 | 23        | Der Augenzeuge             | Pilina Koko                         | 6. Mai 2016          | 8. Feb. 2017                           | Maja Vrvilo       | Eric Guggenheim                                       | 8,56 Mio.       |
| Vanessa Diaz, eine junge Mutter, wird in ihrem Haus ermordet. Die Spur führt zu Michelle Shioma und der Yakuza. Dabei kommt heraus, dass Sara Diaz, die Tochter des Opfers, eine tiefgründige Verbindung zu Chin hat. |           |                            |                                     |                      |                                        |                   |                                                       |                 |
| 142 | 24        | Im Netz der Spinne         | Pa’a Ka ’ipuka I Ka ’Upena Nananana | 13. Mai 2016         | 15. Feb. 2017                          | Stephen Herek     | Steven Lilien & Bryan Wynbrandt                       | 8,49 Mio.       |
| Gabriel Waincroft wird in seinem Versteck von einer Drogensüchtigen angeschossen. Sowohl Five-0 als auch Michelle Shioma erfahren daraufhin dessen Aufenthaltsort. Die Yakuza, welche von Shioma den Auftrag bekommen haben, Gabriel umzubringen, haben in der Gegend sowohl die Kommunikation gestört als auch beim HPD eine Ratte eingeschleust. Somit muss Five-0 Gabriel ohne Unterstützung retten. |           |                            |                                     |                      |                                        |                   |                                                       |                 |
| 143 | 25        | Undercover                 | O Ke Ali’i Wale No Ka’u Makemake    | 13. Mai 2016         | 22. Feb. 2017                          | Bryan Spicer      | Peter M. Lenkov & Matt Wheeler                        | 8,82 Mio.       |
| Nachdem es auf der Insel zu einigen Drogentoten kam, beschließen Steve und Danny, sich als Drogenkurier getarnt in die Szene einzuschleusen. Nachdem Steve angeschossen wird, muss Danny das Flugzeug, mit welchem die Drogen geschmuggelt werden, auf dem Strand notlanden. Es stellt sich heraus, dass Steve so schwer verwundet ist, dass er eine neue Leber benötigt. |           |                            |                                     |                      |                                        |                   |                                                       |                 |

## Staffel 7
Die Erstausstrahlung der siebten Staffel war vom 23. September 2016 bis zum 12. Mai 2017 auf dem US-amerikanischen Sender CBS zu sehen. Die deutschsprachige Erstausstrahlung sendete der Schweizer Free-TV-Sender 3+ vom 31. Mai bis 15. November 2017.
| Nr. (ges.) | Nr. (St.) | Deutscher Titel            | Originaltitel                    | Erstausstrahlung USA | Deutschsprachige Erstausstrahlung (CH) | Regie          | Drehbuch                          | Zuschauer (USA) |
| --- | --------- | -------------------------- | -------------------------------- | -------------------- | -------------------------------------- | -------------- | --------------------------------- | --------------- |
| 144 | 1         | Bereit für ein Spiel?      | Makaukau ’oe e Pa’ani?           | 23. Sep. 2016        | 31. Mai 2017                           | Bryan Spicer   | Peter M. Lenkov & Eric Guggenheim | 10,22 Mio.      |
| Nachdem Steve und Danny aus dem Krankenhaus entlassen werden, findet Five-0 im Hauptquartier eine Leiche. Wie sie feststellen müssen, handelt es sich bei dem Opfer selbst um einen Serienkiller. Wenig später taucht eine zweite Leiche in Lous Auto auf, ebenfalls ein Mehrfachmörder. Beide Tote verbindet eine Figur aus einem alten Schachspiel, die der Täter am Tatort hinterlassen hat. |           |                            |                                  |                      |                                        |                |                                   |                 |
| 145 | 2         | Geschüttelt, nicht gerührt | No Ke Ali’i’ Wahine A Me Ka Aina | 30. Sep. 2016        | 7. Juni 2017                           | Sylvain White  | David Wolkove & Matt Wheeler      | 9,73 Mio.       |
| Steve und Danny kontaktieren Alicia Brown, eine ehemalige Profilerin vom FBI, um so den Täter aufzuspüren, der andere Leute dazu anstiftet, Serienmorde zu begehen. Five-0 muss sich allerdings erst einmal um den Fall einer ermordeten Studentin kümmern. Alles deutet zunächst auf Harry Langford, einen ehemaligen MI6-Agenten, hin. Doch schnell wendet sich das Blatt und Five-0 ermittelt zusammen mit Langford gegen Cyberkriminelle, die sich mit einem Programm in jedes System hacken können. Für Steve, Danny und Langford führt die Spur anschließend auch nach Europa. |           |                            |                                  |                      |                                        |                |                                   |                 |
| 146 | 3         | Der nächste Zug            | He Moho Hou                      | 7. Okt. 2016         | 14. Juni 2017                          | Bryan Spicer   | Peter M. Lenkov & Cyrus Nowrasteh | 9,65 Mio.       |
| Ein DEA-Agent stirbt, nachdem er aus einem Flugzeug sprang und in ein Hausdach fiel. Five-0 muss feststellen, dass er verdeckt in ein Kartell eingeschleust wurde, das offenbar im Drogengeschäft tätig ist. Alicia Brown kommt währenddessen dem Serienmörder auf die Schliche, nachdem sie selber eine Erfahrung aus nächster Nähe machen musste. |           |                            |                                  |                      |                                        |                |                                   |                 |
| 147 | 4         | Das Spiel ist aus          | Hu a’e ke ahi lanakila a Kamaile | 14. Okt. 2016        | 21. Juni 2017                          | Bronwen Hughes | Peter M. Lenkov & Cyrus Nowrasteh | 9,19 Mio.       |
| Alicia und Steve kommen auf die Schliche der Serienkillerin Madison Grey. Als diese in Bedrängnis gerät, entführt sie die beiden und beauftragt ein gesuchtes Verbrecherpaar, sie zu töten. Der Rest von Five-0 versucht indes, Steve und Alicia ausfindig zu machen. |           |                            |                                  |                      |                                        |                |                                   |                 |
| 148 | 5         | Schwer getroffen           | Ke Ku ’Ana                       | 21. Okt. 2016        | 28. Juni 2017                          | Bobby Roth     | Jason Gavin & Derek Santos Olsen  | 9,51 Mio.       |
| Ein Waffengegner stiehlt aus einem Schießstand mehrere in Hawaii illegale Waffen und tötet anschließend einen bekannten Waffenfanatiker. Five-0, die erst später hinter die wahre Absicht des Täters, die Verschärfung der Waffengesetze, kommen, müssen feststellen, dass dieser nun in einem Gericht Geiseln genommen hat. Währenddessen kommt Adam aus dem Gefängnis frei. |           |                            |                                  |                      |                                        |                |                                   |                 |
| 149 | 6         | Zu Tode erschreckt         | Ka Hale Ho’okauwel               | 28. Okt. 2016        | 5. Juli 2017                           | Ron Underwood  | David Wolkove & Matt Wheeler      | 8,50 Mio.       |
| Eine selbst ernannte Hellseherin wird in ihrem Haus, in dem es in den '40ern angeblich gespukt haben soll, tot aufgefunden. Die Diagnose: Sie hat sich zu Tode erschreckt. Five-0 findet heraus, dass das Haus präpariert war und sich anscheinend jemand an ihr rächen wollte. Kono und Adam werden derweil von einer Mordsekte entführt. |           |                            |                                  |                      |                                        |                |                                   |                 |
| 150 | 7         | Die Rettungsmission        | Ka makuahine a me ke keikikane   | 4. Nov. 2016         | 12. Juli 2017                          | Bryan Spicer   | Eric Guggenheim & David Wolkove   | 9,48 Mio.       |
| Catherine ist zurück und erzählt Steve, dass seine Mutter beim Versuch, Wo Fats Vater aus einem Geheimgefängnis der CIA in Marokko zu befreien, selbst gefangen genommen wurde. Die beiden brechen daraufhin nach Rabat auf und erhalten kurze Zeit später Unterstützung von Chin, Kono und Lou, die nachgekommen sind. Zusammen starten sie den Versuch, Doris zu befreien. |           |                            |                                  |                      |                                        |                |                                   |                 |
| 151 | 8         | Ausgetanzt                 | Hana Komo Pae                    | 11. Nov. 2016        | 19. Juli 2017                          | Brad Tanenbaum | Ron Hanning                       | 9,84 Mio.       |
| Bei einem Schulball von Grace und Will, bei dem Danny als Aufpasser herhalten muss, kommt es zu einer Geiselnahme. Die Geiselnehmer, welche sich als Anhänger einer philippinischen Terrorgruppe herausstellen, suchen den Sohn eines philippinischen Diplomaten, um so die Freilassung ihres Imams zu erpressen. Danny, der kurz zuvor erfahren hat, dass Will der Freund seiner Tochter ist, kann sich mit diesem verstecken und versucht, die Geiselnahme zu beenden. |           |                            |                                  |                      |                                        |                |                                   |                 |
| 152 | 9         | Zwei Tage im November      | Elua la ma Nowemapa              | 18. Nov. 2016        | 26. Juli 2017                          | Maja Vrvilo    | Sean Farina                       | 10,09 Mio.      |
| Jerrys Freundin Susie wird ermordet, da sie offenbar kurz davor war, das Attentat auf John F. Kennedy aufzuklären. Angeblich hat sich dessen Kabinett kurz vor dem Attentat auf Oahu getroffen und seinen Tod arrangiert. Five-0 steht dabei im Konflikt mit dem FBI, die den Fall an sich reißen, da sie anscheinend auch etwas mit dem Komplott zu tun haben. |           |                            |                                  |                      |                                        |                |                                   |                 |
| 153 | 10        | Die Leiche im Wald         | Ka Luhi                          | 9. Dez. 2016         | 2. Aug. 2017                           | Carlos Bernard | Helen Shang & Zoe Robyn           | 9,40 Mio.       |
| Mit Hilfe einer Therapeutin und Hypnose kann sich ein 18-Jähriger daran erinnern, wie er zehn Jahre zuvor Zeuge wurde, wie eine Leiche im Wald verscharrt wurde. Durch eine DNA-Analyse stellt sich heraus, dass es sich um eine verschwundene Schülerin handelt. Schnell verdächtigt Five-0, nicht zuletzt dank einem ehemaligen Officer, der in diesem Fall jahrelang ermittelte, den Ex-Freund des Opfers. Dieser hat sich allem Anschein nach in der Tatnacht mit dem Opfer getroffen.                                                                                           |           |                            |                                  |                      |                                        |                |                                   |                 |
| 154 | 11        | Entführt                   | Ka’ili Aku                       | 16. Dez. 2016        | 9. Aug. 2017                           | Jennifer Lynch | Matt Wheeler                      | 9,46 Mio.       |
| An seinem Geburtstag erhält Chin einen Anruf aus Mexiko mit der Nachricht, dass Sara entführt wurde. Daraufhin reist er zusammen mit Five-0 nach Juarez, um sie zu befreien. Allerdings stellt sich heraus, dass Saras Onkel, bei dem sie nun lebt, nicht genug Geld hat, um das Lösegeld zu bezahlen, da dieses ihm von einem korrupten Polizisten gestohlen wurde. Deshalb beschließt das Five-0-Team, das Polizeirevier zu überfallen. |           |                            |                                  |                      |                                        |                |                                   |                 |
| 155 | 12        | Der Überraschungseffekt    | Ka ’Aelike                       | 6. Jan. 2017         | 16. Aug. 2017                          | Joe Dante      | David Wolkove & Matt Wheeler      | 10,10 Mio.      |
| Nachdem Five-0 Chin aus den Fängen des Kartells befreien konnte, steht auf Hawaii schon der nächste Fall an: Ein Autoverkäufer wurde ermordet. Da das Five-0-Team vermutet, dass einer seiner Kollegen der Täter ist, beschließen sie, Lou undercover einzuschleusen. Zwar können sie den Täter schnell ausfindig machen, allerdings kommt heraus, dass das Opfer anscheinend selbst in illegale Machenschaften verwickelt war, weshalb Five-0 die Ermittlungen noch nicht abschließen kann.                                                                                         |           |                            |                                  |                      |                                        |                |                                   |                 |
| 156 | 13        | Mahalo, Max                | Ua ho’i ka ’opua i Awalua        | 13. Jan. 2017        | 23. Aug. 2017                          | Jim Jost       | Cyrus Nowrasteh                   | 9,69 Mio.       |
| Eine Explosion in einem Bürogebäude beschäftigt das Five-0-Team. Offenbar war diese nur ein Unfall beim Versuch, in einen Tresorraum einzubrechen. Daraus wurde, wie Five-0 feststellen muss, etwas gestohlen, das es wert war, einen Polizisten zu töten. Währenddessen bereitet Max seinen Abschied vor. |           |                            |                                  |                      |                                        |                |                                   |                 |
| 157 | 14        | Schuldig oder nicht?       | Ka laina ma ke one               | 20. Jan. 2017        | 30. Aug. 2017                          | Peter Weller   | Sean O’Reilly                     | 8,42 Mio.       |
| Ein des Mordes beschuldigter Mann flüchtet auf das Gelände der „Nation of Hawaii“, ein von den Vereinigten Staaten unabhängiges Gebiet. Diese weigern sich, den Flüchtigen auszuliefern, solange seine Schuld nicht bewiesen ist. Als auch noch US-Marshals anrücken, scheint die Situation zu eskalieren. Um dies zu verhindern, muss Five-0 bis Sonnenuntergang den Mordfall aufklären. |           |                            |                                  |                      |                                        |                |                                   |                 |
| 158 | 15        | Der weiße Hai              | Ka Pa’ani Nui                    | 3. Feb. 2017         | 6. Sep. 2017                           | Bryan Spicer   | Helen Shang                       | 9,81 Mio.       |
| Nachdem ein Foto eines toten Haijägers viral geht, übernehmen Danny, Kono und Lou den Fall. Der erste Verdacht fällt auf eine Tierschützerin, allerdings stellt sich heraus, dass der Tote offenbar durch einen Haibiss starb. Unterdessen fliegen Steve, Chin und Eric auf eine ehemalige Quarantäne-Insel, um den Mordfall einer jungen Frau aufzuklären, die am Strand von Oahu angespült wurde. Offenbar war ihr Großvater, ein Überlebender aus Auschwitz, der Grund, weshalb sie auf die abgelegene Insel ging.                                                                |           |                            |                                  |                      |                                        |                |                                   |                 |
| 159 | 16        | Geflügelsalat              | Poniu I Ke Aloha                 | 10. Feb. 2017        | 13. Sep. 2017                          | Jerry Levine   | David Wolkove & Matt Wheeler      | 9,86 Mio.       |
| Da Steve und Danny zusammen mit ihren Freundinnen ein gemeinsames Wellness-Wochenende verbringen, müssen sich Chin, Kono und Lou alleine um den Fall eines ermordeten Mannes kümmern. Dieser wurde hinter einem Nachtklub tot aufgefunden und hat allem Anschein nach am Workshop „The Method“ teilgenommen. Dessen Betreiber, Blake Stone, hat allerdings, wie Five-0 feststellen muss, seine Teilnehmer auf von ihm bezahlte Prostituierte angesetzt, die nun in den Fokus der Ermittlungen geraten.                                                                               |           |                            |                                  |                      |                                        |                |                                   |                 |
| 160 | 17        | Neues Spiel, neue Regeln   | Hahai i na pilikua nui           | 17. Feb. 2017        | 20. Sep. 2017                          | Roderick Davis | Rob Hanning                       | 9,62 Mio.       |
| Madison Grey ist zurück und kommt mit Blut an den Händen auf ein Polizeirevier. Dort gibt sie sich als Touristin aus Wisconsin aus und besteht sogar einen Lügendetektortest. Der DNA-Test des Blutes gibt an, dass es von Alicia Brown kommt. Diese scheint jedoch unversehrt zu sein, allerdings behauptet Grey, Alicia wolle sie umbringen. Als diese Grey alleine konfrontiert, kann Grey sie überreden, sie aus der Haft zu befreien und mit ihr nach Wisconsin zu fliegen. Five-0 steht vor einem großen Rätsel, wobei alles anscheinend mit Alicias Vergangenheit zu tun hat. |           |                            |                                  |                      |                                        |                |                                   |                 |
| 161 | 18        | Hochexplosiv               | E Malama Pono                    | 24. Feb. 2017        | 27. Sep. 2017                          | Eagle Egilsson | Zoe Robyn                         | 9,12 Mio.       |
| Als Steve Sang Min verwundet in seinem Haus vorfindet, erzählt dieser ihm, dass er von einem Mann angeschossen wurde, den er nach Oahu geschmuggelt hat. Dieser entpuppt sich als gesuchter Terrorist und leitet offenbar ein Ausbildungscamp auf der Insel. Als Steve und Danny in der Spur nachgehen und in den Dschungel reisen, finden sie dort das verschwundene Uran mitsamt einer schmutzigen Bombe vor. Diese wurde von einem der Terroristen gestartet und explodiert innerhalb von einer Stunde, sollte sie nicht entschärft werden.                                       |           |                            |                                  |                      |                                        |                |                                   |                 |
| 162 | 19        | Dunkle Stunden             | Puka ’ana                        | 10. März 2017        | 4. Okt. 2017                           | Bronwen Hughes | Eric Guggenheim                   | 9,20 Mio.       |
| Nachdem eine Krankenschwester im Krankenhaus den Verdacht hat, dass ihre Patientin misshandelt wurde, flüchtet diese zusammen mit ihrer Begleitung. Kono, die von der Krankenschwester alarmiert wurde, und Steve gehen dem Fall nach und müssen feststellen, dass sie vor einem Menschenhandelsring samt Zwangsprostitution stehen. Chin und Lou kümmern sich inzwischen um einen ermordeten Sozialarbeiter, dessen Haus, wie sie feststellen müssen, als Drogenversteck diente. |           |                            |                                  |                      |                                        |                |                                   |                 |
| 163 | 20        | Alte Schule                | Huikau Na Makau A Ka Lawai’a     | 31. März 2017        | 11. Okt. 2017                          | Jerry Levine   | Matt Wheeler                      | 8,74 Mio.       |
| Der Privatdetektiv Harry Brown bittet Five-0 um Hilfe, da er bei einer Observierung Zeuge einer Entführung einer Frau wurde. Deren Ehemann hatte, wie sich herausstellt, eine Affäre mit einer anderen Frau gehabt, die kurz darauf ebenfalls entführt wird. Five-0 versucht beide Frauen zu befreien, allerdings müssen sie feststellen, dass nicht alle Opfer unschuldig sind. |           |                            |                                  |                      |                                        |                |                                   |                 |
| 164 | 21        | Chicago                    | Ua Malo’o Ka Wai                 | 7. Apr. 2017         | 18. Okt. 2017                          | Eagle Egilsson | Peter M. Lenkov & Eric Guggenheim | 8,77 Mio.       |
| Steve, Danny, Kono und Chin reisen nach Lanai, da sie dort den Aufenthaltsort von Michelle Shioma vermuten. Allerdings geht die Mission schief und das Five-0-Team wird von Yakuza-Anhängern gefangen genommen. Jerry, der als einziger im Hauptquartier zurückgeblieben ist, muss sich nun beweisen. Lou reist währenddessen mit seinem Sohn nach Chicago, um dort gegen seinen ehemaligen Kollegen Clay auszusagen. |           |                            |                                  |                      |                                        |                |                                   |                 |
| 165 | 22        | Knochenarbeit              | Waimaka ’Ele’ele                 | 14. Apr. 2017        | 25. Okt. 2017                          | Bryan Spicer   | David Wolkove                     | 8,49 Mio.       |
| Das Five-0-Team verfolgt eine Gruppe Bankräuber, bei dessen Fluchtversuch ein Pearl-Harbor-Veteran ums Leben kam. Five-0 findet heraus, dass es sich bei den Verdächtigen um ehemalige Soldaten aus Afghanistan handelt, die eine Schuld begleichen wollen. Unterdessen findet Adam auf einer Baustelle, wo er nun arbeitet, 20 Jahre alte Knochen. |           |                            |                                  |                      |                                        |                |                                   |                 |
| 166 | 23        | Sieben Jahre               | Wehe ’ana                        | 28. Apr. 2017        | 1. Nov. 2017                           | Maja Vrvilo    | Helen Shang & Zoe Robyn           | 8,06 Mio.       |
| Vor sieben Jahren, kurz bevor er Steve kennenlernte, war Danny mit einem Mordfall beschäftigt. Ein Zeuge, den er damals befragen wollte, verschwand allerdings und tauchte erst jetzt in einem Krankenhaus im Koma liegend wieder auf. Allerdings wollen Anhänger des Ochoa-Kartells, gegen die der Zeuge einst aussagen sollte, seinen Tod. Danny muss nun zusammen mit seinem ehemaligen Captain und einer Krankenschwester den Patienten beschützen. |           |                            |                                  |                      |                                        |                |                                   |                 |
| 167 | 24        | Von Wohl- und Übeltätern   | He ke’u na ka ’alae a Hin        | 5. Mai 2017          | 8. Nov. 2017                           | Krishna Rao    | Rob Hanning                       | 8,01 Mio.       |
| Steve erhält von einem Guantanamo-Häftling einen Tipp, dass auf Oahu ein Terroranschlag verübt werden soll. So kommen sie auf die Spur eines Uniprofessors, der sich anscheinend radikalisiert hat. Five-0 vermutet das Militär als Angriffsziel, da kurz zuvor ein Anführer der Talibanen von ebendiesem getötet wurde. |           |                            |                                  |                      |                                        |                |                                   |                 |
| 168 | 25        | Heiße Spur                 | Ua Mau Ke Ea O Ka Aina I Ka Pono | 12. Mai 2017         | 15. Nov. 2017                          | Bryan Spicer   | Peter M. Lenkov & Eric Guggenheim | 8,22 Mio.       |
| Moani, die von Kono aus dem Menschenhandel befreit wurde, gibt dieser ein selbstgezeichnetes Phantombild von einem weiteren Verbrecher. So kommt Five-0 auf die Spur von Deon Miller, der mehrere Mädchen in seinem Lastwagen, verfolgt vom HPD, um die Insel fährt. Das Team muss sich einen Plan überlegen, um die Gefangenen zu befreien. |           |                            |                                  |                      |                                        |                |                                   |                 |

## Staffel 8
Die Erstausstrahlung der achten Staffel war vom 29. September 2017 bis zum 18. Mai 2018 auf dem US-amerikanischen Sender CBS zu sehen. Die deutschsprachige Erstausstrahlung sendete der Schweizer Free-TV-Sender 3+ vom 2. Februar bis zum 17. Oktober 2018.
| Nr. (ges.) | Nr. (St.) | Deutscher Titel             | Originaltitel                                          | Erstausstrahlung USA | Deutschsprachige Erstausstrahlung (CH) | Regie           | Drehbuch                                       | Zuschauer (USA) |
| --- | --------- | --------------------------- | ------------------------------------------------------ | -------------------- | -------------------------------------- | --------------- | ---------------------------------------------- | --------------- |
| 169 | 1         | Inferno                     | A’ole e ’olelo mai ana ke ahi ua ana ia                | 29. Sep. 2017        | 2. Feb. 2018                           | Bryan Spicer    | Peter M. Lenkov, Eric Guggenheim & Rob Hanning | 8,64 Mio.       |
| Nachdem Chin nach San Francisco gegangen ist, um dort seine eigene Task Force zu leiten, und Kono auf dem Festland Ermittlungen gegen Menschenhandelsringe führt, rekrutieren Steve und Danny die ehemalige Polizeischülerin Tani Rey. Ihr erster Fall dreht sich um den Hacker Aaron Wright, der Bruder von Ian Wright, welcher Jason Duclair aus der Haft befreit. Dieser wiederum beginnt erneut damit, Feuer zu legen. |           |                             |                                                        |                      |                                        |                 |                                                |                 |
| 170 | 2         | Schnüffler                  | Na La ’Ilio                                            | 6. Okt. 2017         | 6. Feb. 2018                           | Tara Miele      | David Wolkove & Matt Wheeler                   | 8,53 Mio.       |
| Als die DEA einen Tipp bekommt, dass am Hafen eine große Drogenlieferung eingegangen sei, werden zwei Officer getötet. Nun ist es an Five-0, die Drogen ausfindig zu machen und so die Mörder zu finden. Steve wird unterdessen von Junior Reigns, einem ehemaligen Navy Seal, kontaktiert, der unbedingt bei Five-0 anfangen möchte. |           |                             |                                                        |                      |                                        |                 |                                                |                 |
| 171 | 3         | Neuer Ärger mit Harry       | Kau pahi, ko’u kua. Kau pu, ko’u po’o                  | 13. Okt. 2017        | 13. Feb. 2018                          | Eagle Egilsson  | David Wolkove & Matt Wheeler                   | 8,51 Mio.       |
| Ein Yakuza-Boss und seine Männer werden getötet. Five-0 versucht über einen Waffenhändler an Informationen zu kommen, welche Gangs sich nun breit machen könnten. Die Spur führt allerdings zu einem Klavierlehrer, der sich anscheinend für etwas rächen möchte. Dabei bekommt das Five-0-Team Unterstützung von Harry Langford, der im Ruhestand die Insel besucht. |           |                             |                                                        |                      |                                        |                 |                                                |                 |
| 172 | 4         | Aufgeflogen                 | E uhi wale no ’a’ole e nalo, he imu puhi               | 20. Okt. 2017        | 20. Feb. 2018                          | Antonio Negret  | Rob Hanning                                    | 8,67 Mio.       |
| Nachdem Toast getötet wird, holt sich Five-0 Unterstützung von Aaron Wright, um herauszufinden, wer es auf die Informanten von ihnen abgesehen hat. Dabei müssen sie feststellen, dass Kamekona entführt wurde und auch Aaron Wright etwas im Schilde führt. |           |                             |                                                        |                      |                                        |                 |                                                |                 |
| 173 | 5         | Legenden                    | Kama’oma’o, ka ’aina huli hana                         | 3. Nov. 2017         | 27. Feb. 2018                          | Bronwen Hughes  | Peter M. Lenkov & Eric Guggenheim              | 8,63 Mio.       |
| Eine Serienkillerin begeht Morde basierend auf hawaiianischen Legenden. Als sie schließlich ein kleines Mädchen entführt, kommt Five-0 ihr langsam auf die Schliche. Steve begleitet Alicia Brown unterdessen zum Prozess für den Mord an Madison Grey. Lou reist hingegen in ein Gefängnis, wo ein Serienmörder hingerichtet werden soll. Dieser offenbart ihm, dass er Beweise gegen Lous alten Partner Clay hat. |           |                             |                                                        |                      |                                        |                 |                                                |                 |
| 174 | 6         | Wie ausgewechselt           | Mohala I Ka Wai Ka Maka O Ka Pua                       | 10. Nov. 2017        | 6. März 2018                           | Carlos Bernard  | Eric Guggenheim & Zoe Robyn                    | 9,21 Mio.       |
| Nachdem zwei Touristen von einem Polizisten erschossen wurden und alles mitfilmten, nimmt Five-0 die Ermittlungen auf. Es stellt sich heraus, dass die gesuchte Person unter einer Persönlichkeitsstörung leidet und mehrere Identitäten, darunter ein kleiner Junge und dessen gewalttätiger Vater, besitzt. Das Team zieht hierbei auch Alicia Brown zu Hilfe. Außerdem wird Steve einen Tag lang von einer Stresstherapeutin begleitet, da Danny sich um seine Gesundheit sorgt. |           |                             |                                                        |                      |                                        |                 |                                                |                 |
| 175 | 7         | Das faule Ei                | Kau Ka ’Onohi Ali’i I Luna                             | 17. Nov. 2017        | 14. März 2018                          | Bryan Spicer    | Peter M. Lenkov & Eric Guggenheim              | 9,17 Mio.       |
| Junior wird Zeuge, wie vier Männer eine Bank überfallen. Daraufhin kontaktiert er Steve, der zuvor Adam vom Flughafen abgeholt hat. Zu dritt dringen sie in die Bank vor, müssen allerdings feststellen, dass die Täter über einen Tunnel geflüchtet sind. Als Steve diesen folgt, schießt er im Eifer des Gefechts einen Polizisten an, der wenig später im Krankenhaus stirbt. |           |                             |                                                        |                      |                                        |                 |                                                |                 |
| 176 | 8         | Tollkühn                    | He Kaha Lu’u Ke Ala, Mai Ho’okolo Aku                  | 1. Dez. 2017         | 21. März 2018                          | Ron Underwood   | Liz Alper & Ally Seibert                       | 8,56 Mio.       |
| Ein alter Freund von Steve, der nun als Flugzeugmechaniker arbeitet, bittet ihn um Hilfe. Einer seiner Piloten ist bei einem Absturz ums Leben gekommen. Das NTSB geht von menschlichem Versagen aus, allerdings denkt Steves Freund, dass es sich um Sabotage handeln könnte, nicht zuletzt, da das sehr wichtige Trimmruder fehlt. Die Ermittlungen ergeben, dass alles anscheinend mit der Vergangenheit der Familie des Piloten zusammenhängt. |           |                             |                                                        |                      |                                        |                 |                                                |                 |
| 177 | 9         | Am Ende                     | Make Me Kai                                            | 8. Dez. 2017         | 28. März 2018                          | Maja Vrvilo     | David Wolkove & Matt Wheeler                   | 9,07 Mio.       |
| In der Bucht von Waikiki wird eine Frau in einem Rettungsboot aufgefunden. Wie Five-0 feststellen muss, war sie auf einer Yacht, auf der alle anderen Personen durch einen biologischen Kampfstoff getötet wurden. Da Steve, Danny, Tani und Junior ebenfalls in Kontakt mit dem Virus waren, müssen sie auf dem Boot verharren. Jerry, Lou und Adam versuchen indes, das Gegenmittel aufzutreiben, um so ihre Freunde zu retten. |           |                             |                                                        |                      |                                        |                 |                                                |                 |
| 178 | 10        | Zurück in die Zukunft       | I Ka Wa Ma Mua, I Ka Wa Ma Hope                        | 15. Dez. 2017        | 4. Apr. 2018                           | Peter Weller    | Zoe Robyn                                      | 8,48 Mio.       |
| Ein Mann bricht in die Isolierstation ein, bringt eine Bombe an der Tür an, zerstört alle Kommunikationsmittel, schießt Danny lebensbedrohlich an und tötet sich anschließend selbst. Steve, Tani und Junior müssen nun versuchen, jemanden auf sich aufmerksam zu machen und gleichzeitig Danny am Leben zu erhalten. |           |                             |                                                        |                      |                                        |                 |                                                |                 |
| 179 | 11        | Unerwartet                  | Oni Kalalea Ke Ku A Ka La’au Loa                       | 15. Dez. 2017        | 11. Apr. 2018                          | Tara Miele      | Rob Hanning                                    | 7,71 Mio.       |
| Am Vorabend von Weihnachten erzählt Danny Charlie eine etwas andere Weihnachtsgeschichte: Zwei als Weihnachtsmänner verkleidete Personen überfallen einen Geldtransporter und flüchten anschließend mit der Beute in ein nahegelegenes Einkaufszentrum. Zusammen mit fünf Veteranen nimmt Five-0 die Verfolgung auf und kommt so den Tätern auf die Spur. |           |                             |                                                        |                      |                                        |                 |                                                |                 |
| 180 | 12        | Bewährungsprobe             | Ka Hopu Nui ’Ana                                       | 5. Jan. 2018         | 18. Juli 2018                          | Eagle Egilsson  | David Wolkove & Matt Wheeler                   | 9,96 Mio.       |
| Nachdem Agent Fischer, der eine Task-Force für organisiertes Verbrechen leiten sollte, bei einem Bombenanschlag getötet wird, beschließt Five-0, alle Gangmitglieder der Insel festzunehmen und zu befragen. Dabei fällt der Verdacht schnell auf die Yakuza, die nach der Ermordung von Michelle Shioma im Gefängnis sechs Wochen zuvor nun einen neuen Anführer besitzt. Außerdem bittet Steve Adam, eine Task-Force für organisiertes Verbrechen innerhalb des Five-0-Teams zu leiten. |           |                             |                                                        |                      |                                        |                 |                                                |                 |
| 181 | 13        | Vorbei ist vorbei           | O Ka Mea Ua Hala, Ua Hala Ia                           | 12. Jan. 2018        | 25. Juli 2018                          | Roderick Davis  | Sean O’Reilly                                  | 9,38 Mio.       |
| Lou und Will begegnen einem Mann, der seine Frau getötet haben soll und sich nun umbringen möchte. Lou redet mit dem Verdächtigen und möchte ihn davon überzeugen, seine Waffe wegzulegen, wobei Lou ihm auch ein dunkles Kapitel aus seiner Vergangenheit erzählt. Als dann jedoch der Vater der Verstorbenen auftaucht, droht die Situation zu eskalieren. Währenddessen versuchen Tani und Junior, die wirklichen Umstände des Todes aufzuklären. |           |                             |                                                        |                      |                                        |                 |                                                |                 |
| 182 | 14        | Ausgegraben                 | Na Keiki A Kalaihaohia                                 | 19. Jan. 2018        | 1. Aug. 2018                           | Peter Weller    | Eric Guggenheim Idee: Peter M. Lenkov          | 9,14 Mio.       |
| Während eines Leichendiebstahls vom Friedhof wird ein Wachmann erschossen und vergraben. Die Leiche wird später mit aufgeschnittenem Darm vorgefunden, woraus das Five-0-Team schließt, dass es sich um einen toten Schmuggler handeln muss. Währenddessen ermittelt Pua Kai im Fall von aus Steves und Dannys Restaurant entwendeten Werkzeugen. Außerdem versucht Adam, die frisch aus dem Gefängnis entlassene Jessie Nomura als Undercoveragentin zu gewinnen. |           |                             |                                                        |                      |                                        |                 |                                                |                 |
| 183 | 15        | Hawaiianische Holzrose      | He Puko’a Kani ’Aina                                   | 2. Feb. 2018         | 8. Aug. 2018                           | Bryan Spicer    | David Wolkove & Matt Wheeler                   | 8,56 Mio.       |
| Five-0 ermittelt im Fall eines Privatdetektivs, der tot mitten im Urwald aufgefunden wurde. Wie sie feststellen müssen, beschäftigte sich dieser zuletzt mit einem Mann, der zwei Jahre zuvor spurlos verschwand und offenbar Zuflucht bei einer Sekte gesucht hat. Währenddessen versucht Adam, Jessie undercover in die Yakuza einzuschleusen. Außerdem ist Dannys Onkel Vito zu Besuch, der Danny und Steve bei ihrem Restaurant unterstützen soll. |           |                             |                                                        |                      |                                        |                 |                                                |                 |
| 184 | 16        | Die Spur des Geldes         | O Na Hoku O Ka Lani Ka I ’Ike Ia Pae                   | 2. März 2018         | 15. Aug. 2018                          | Jerry Levine    | David Wolkove & Matt Wheeler                   | 8,00 Mio.       |
| Um den Fall eines ermordeten Schuldirektors zu lösen, müssen sich Tani und Junior als interessierte Eltern auf eine Benefizveranstaltung einschleusen, um herauszufinden, wer es auf das Opfer abgesehen hatte. Dabei scheint das ganze etwas mit einem venezolanischen Drogenkartell zu tun zu haben. Unterdessen wird Adam vom Yakuza-Boss Hideki Tashiro entführt und soll diesem Geld von Michelle Shioma beschaffen. |           |                             |                                                        |                      |                                        |                 |                                                |                 |
| 185 | 17        | David und Goliath           | Holapu Ke Ahi, Koe Iho Ka Lehu                         | 9. März 2018         | 22. Aug. 2018                          | Maja Vrvilo     | Liz Alper & Ally Seibert                       | 7,68 Mio.       |
| Nachdem Adam und Jessie Chlorgas für Hideki, der ins Meth-Geschäft eingestiegen ist, gestohlen haben, verkauft der Lieferant heimlich zwei Behälter des giftigen Stoffes. Five-0 kann zwar schnell die Käufer ermitteln, muss aber feststellen, dass bei einem Unfall mit dem Gas einer der Verbrecher schwer verletzt wurde. Wie sich herausstellt wollen sich die Käufer offenbar an einem Chemie-Konzern rächen, und auch Odell Martin scheint etwas mit ihnen zu tun zu haben. |           |                             |                                                        |                      |                                        |                 |                                                |                 |
| 186 | 18        | Mordverdacht                | E Ho’Oko Kuleana                                       | 30. März 2018        | 29. Aug. 2018                          | Alex O’Loughlin | David Wolkove & Matt Wheeler                   | 7,80 Mio.       |
| Als Adam nach einem anonymen Tipp verhaftet wird, finden Polizisten im Kofferraum seines Autos die Leiche von Hideki. Während er Steve gegenüber seine Unschuld beteuert, zweifelt er die Loyalität von Jessie an. Lou und Steve versuchen daraufhin, den schon lange gesuchten unbekannten Strippenzieher hinter der Yakuza ausfindig zu machen. Außerdem trifft Danny die Frau des Mannes, der ihn angeschossen hat, während sich Tani und Junior als Streifenpolizisten beweisen müssen. |           |                             |                                                        |                      |                                        |                 |                                                |                 |
| 187 | 19        | Alter Wacholder             | Aohe Mea Make I Ka Hewa; Make No I Ka Mihi Ole         | 6. Apr. 2018         | 5. Sep. 2018                           | Jennifer Lynch  | Rob Hanning & Ashley Dizon                     | 7,97 Mio.       |
| Adam wird von Agent McNeal zu seiner Halbschwester Noriko, dem unbekannten Strippenzieher hinter der Yakuza, gebracht, die unter anderem für den Tod von Hideki und Agent Fischer sowie für den Bandenkrieg verantwortlich ist. Nachdem Noriko auch Agent McNeal aufgrund von Illoyalität umbringt, erpresst sie Adam, ihr das Geld von Michelle Shioma zu besorgen, wobei sie Jessie, Kono, Chin, Sara und Abby als Druckmittel benutzt. Währenddessen wird Steve von einem ehemaligen Auftragsmörder aufgesucht, der einst schon von John McGarrett gejagt wurde und nun dessen Sohn all seine Taten gesteht.                                                                                    |           |                             |                                                        |                      |                                        |                 |                                                |                 |
| 188 | 20        | Jäger des verlorenen Grabes | He Lokomaika’I Ka Manu O Kaiona                        | 13. Apr. 2018        | 12. Sep. 2018                          | Bryan Spicer    | Rob Hanning & Sean O’Reilly                    | 7,48 Mio.       |
| Nachdem Jessie von Noriko umgebracht wurde, verlässt Adam die Task-Force und schwört Rache an seiner Halbschwester. Währenddessen taucht Catherine mit Hinweisen auf, dass sich auf Hawaii Uran befindet und dieses auch etwas mit dem unentdeckte Grab von König Kamehameha zu tun haben könnte. So reisen sie, Steve und Jerry nach Kahoʻolawe, um das Grab sowie das Uran ausfindig zu machen. Außerdem verletzt sich Junior bei einem Sturz in eine Felsspalte beim Joggen. |           |                             |                                                        |                      |                                        |                 |                                                |                 |
| 189 | 21        | Eine wie keine              | Ahuwale Ka Nane Huna                                   | 20. Apr. 2018        | 19. Sep. 2018                          | Eagle Egilsson  | David Wolkove & Matt Wheeler                   | 7,52 Mio.       |
| Lou, Tani und Junior bekommen anonym eine über 20 Jahre alte Betamax-Kassette zugespielt, auf der sich Aufnahmen eines Mordes befinden. Nun müssen sie nur anhand des Materials sowohl Opfer, Täter und Tatort ausfindig machen. Währenddessen müssen Steve, Danny und Harry Langford als Aufpasser für eine junge Thronfolgerin des britischen Königshauses fungieren, die allerdings ihren Leibwächtern entfliehen kann und somit ein unbeschütztes Ziel darstellt. |           |                             |                                                        |                      |                                        |                 |                                                |                 |
| 190 | 22        | Starke Nerven               | Kopi Wale No I Ka I'a A 'Eu No Ka Ilo                  | 27. Apr. 2018        | 26. Sep. 2018                          | Ruba Nadda      | Rob Hanning & Rachael Paradis                  | 7,79 Mio.       |
| Nachdem ein Insasse einer psychiatrischen Anstalt tot aufgefunden wird, meldet sich Jerry freiwillig, sich undercover als Pfleger einzuschleusen. Währenddessen setzt Duke einen Kollegen in der Asservatenkammer außer Gefecht und entwendet alte Beweismittel. Wie Five-0 feststellen muss, wurde seine Enkelin Akela entführt. |           |                             |                                                        |                      |                                        |                 |                                                |                 |
| 191 | 23        | Einstiche                   | Ka Hana A Ka Makua, O Ka Hana No Ia A Keiki            | 4. Mai 2018          | 3. Okt. 2018                           | Jim Jost        | Peter M. Lenkov & Matt Wheeler                 | 7,04 Mio.       |
| Eine Akupunkteurin und ihre Tochter Cammy werden Zeuge des Mordes an ihrem Klienten, einem ehemaligen Mafia-Boss aus Boston. Am nächsten Tag findet man die Leichen der Therapeutin und des Mafia-Bosses, während Cammy spurlos verschwunden ist. Junior, der mit ihr zusammen zur Schule ging, versucht zusammen mit Tani, ihren Aufenthaltsort ausfindig zu machen, während Steve und Danny die Morde aufklären wollen. Dabei gerät der Sohn des Opfers schnell ins Visier von Five-0. |           |                             |                                                        |                      |                                        |                 |                                                |                 |
| 192 | 24        | Alte Meister                | Ka Lala Kaukonakona Haki 'Ole I Ka Pa A Ka Makani Kona | 11. Mai 2018         | 10. Okt. 2018                          | Krishna Rao     | Zoe Robyn Idee: Alex O’Loughlin                | 7,09 Mio.       |
| Als Junior für einen Einsatz der Navy rekrutiert wird, erhält er die Information, dass Joe White womöglich in Nigeria als Geisel einer Terrorgruppe gehalten wird, weshalb er zusammen mit Steve und anderen Navy SEALs eine Rettungsmission startet. Währenddessen kann Gerard Hirsch bei einer Tatortreinigung Bilder als Raubkunst der Nazis identifizieren. Während seinen Untersuchungen kommt er unfreiwillig auch auf die Spur des Mörders, an dessen Tatort er die Kunstwerke gefunden hat. |           |                             |                                                        |                      |                                        |                 |                                                |                 |
| 193 | 25        | Aufgetaucht                 | Waiho Wale Kahiko                                      | 18. Mai 2018         | 17. Okt. 2018                          | Bryan Spicer    | Peter M. Lenkov & Eric Guggenheim              | 6,62 Mio.       |
| In der Bucht von Waikiki taucht ein russisches Atom-U-Boot auf, dessen 1. Offizier gegenüber Steve aussagt, dass bei einer niedergeschlagenen Meuterei der Kapitän getötet wurde und der Anführer der Überläufer mit einem Torpedo aufs hawaiianische Festland fliehen konnte. Offenbar möchte dieser Rache an dem Mörder seiner Eltern nehmen, wodurch das Five-0-Team auf die Spur einer Zelle von russischen Spionen auf Hawaii gelangt. Unterdessen erzählt Tani Junior von ihrem Fund einer Waffe in Adams Haus, mit deren Modell Noriko umgebracht wurde. Außerdem wird Kamekona zum stillen Teilhaber von Steves und Dannys Restaurant und kann für dieses auch eine Schanklizenz bekommen. |           |                             |                                                        |                      |                                        |                 |                                                |                 |

## Staffel 9
Die Erstausstrahlung der neunten Staffel ist seit dem 28. September 2018 auf dem US-amerikanischen Sender CBS zu sehen. Die deutschsprachige Erstausstrahlung sendete der Schweizer Free-TV-Sender 3+ vom 23. Januar bis zum 7. August 2019.
| Nr. (ges.) | Nr. (St.) | Deutscher Titel               | Originaltitel                                 | Erstausstrahlung USA | Deutschsprachige Erstausstrahlung (CH) | Regie                     | Drehbuch                                            | Zuschauer (USA) |
| --- | --------- | ----------------------------- | --------------------------------------------- | -------------------- | -------------------------------------- | ------------------------- | --------------------------------------------------- | --------------- |
| 194 | 1         | Der gigantische Kokon         | Ka ʻōwili ʻōka’i                              | 28. Sep. 2018        | 23. Jan. 2019                          | Bryan Spicer              | Leonard Freeman & Peter M. Lenkov                   | 7,49 Mio.       |
| Als ein Freund von Steve, der bei der CIA arbeitete, tot aufgefunden wird, macht Five-0 Bekanntschaft mit Greer, Steves Ex-Affäre und ebenfalls Agentin der CIA. Diese offenbart, dass der Tote, der bei der Spionageabwehr tätig war und nach chinesischen Spionen fahndete, bereits der fünfte ermordete Top-Agent des Geheimdienstes ist. Durch Informationen, die Five-0 im Haus des Opfers findet, führt die Spur zu einem im Hafen liegenden Schiff. Steve entwickelt den Plan, durch Verbreitung von Falschinformationen in den Fokus der Mörder zu geraten und sich daraufhin von diesen entführen zu lassen, um so ihr Netzwerk zerstören zu können. |           |                               |                                               |                      |                                        |                           |                                                     |                 |
| 195 | 2         | Der Mann, der vom Himmel fiel | Ke Kanaka I Ha’ule Mai Ka Lewa Mai            | 5. Okt. 2018         | 30. Jan. 2019                          | Eagle Egilsson            | David Wolkove & Matt Wheeler                        | 7,39 Mio.       |
| Von einem Flug nach Hawaii wird ein Mann per Fallschirmsprung entführt. Das Five-0-Team vermutet zunächst, dass es sich bei ihm um einen chinesischen Doppelagenten handelt, der nach der Enttarnung des Netzwerks durch Five-0 über Hawaii in die Volksrepublik fliehen wollte. So suchen Danny, Tani und Junior im Dschungel nach dem Vermissten, wobei sie die Leiche seines Entführers finden. Unterdessen besuchen Steve und Lou Agent Miller, den ehemaligen Partner von Greer, von dem sie erfahren, dass der Gesuchte eigentlich ein amerikanischer Doppelagent der CIA ist und vor einem chinesischen Suchtrupp fliehen muss. |           |                               |                                               |                      |                                        |                           |                                                     |                 |
| 196 | 3         | Hitzewelle                    | Mimiki ke kai, ahuwale ka papa leho           | 12. Okt. 2018        | 6. Feb. 2019                           | Antonio Negret            | Rob Hanning                                         | 7,68 Mio.       |
| Während auf Hawaii die Temperaturen bis zu 40 °C erreichen und der Strom auf Teilen der Insel ausfällt, müssen Tani und Junior dem HPD bei Notrufen aushelfen. So kommt es dazu, dass ihnen während eines Einsatzes ihr Auto gestohlen wird. Steve und Danny untersuchen zur gleichen Zeit den doppelten Polizistenmord durch eine eher unscheinbare Frau. Wie die beiden allerdings durch gefundene Fingerabdrücke feststellen müssen, handelt es sich bei ihr um eine gesuchte Bankräuberin. |           |                               |                                               |                      |                                        |                           |                                                     |                 |
| 197 | 4         | Aus der Versenkung            | A’ohe Kio Pohaku Nalo i Ke Alo Pali           | 19. Okt. 2018        | 13. Feb. 2019                          | Ron Underwood             | Talia Gonzalez & Bisanne Masoud                     | 7,48 Mio.       |
| Bei einer Verfolgungsjagd findet das HPD eine Leiche in einem Sandhaufen, deren Körperteile zur Identifikation entfernt wurden, die allerdings augenscheinlich längere Zeit im Wasser war. Mit der Hilfe von Flippa kann Five-0 den Standort vor der Küste, an dem die Leiche im Wasser trieb, ausfindig machen, muss dabei allerdings feststellen, dass es sich um einen Doppelmord handelt. Zeitgleich überführen Junior und Jerry einen im Krieg gefallenen Soldaten von Dover nach Oʻahu. |           |                               |                                               |                      |                                        |                           |                                                     |                 |
| 198 | 5         | Eine schaurige Nacht          | A’ohe Mea ’Imi A Ka Maka                      | 26. Okt. 2018        | 20. Feb. 2019                          | Elizabeth Allen Rosenbaum | Zoe Robyn & Sean O’Reilly                           | 6,97 Mio.       |
| Im Jahr 1982 beobachtete Jerry nachts in einem Feriencamp, wie ein Mann am Fluss nach scheinbar vollendetem Mord seine Axt reinigte. Getrieben davon, die Leiche, an die nie jemand geglaubt hat, auf dem Gelände ausfindig zu machen, gräbt er zusammen mit alten Freunden, Eric und Noelani auf dem Gelände. Zur selben Zeit wird Five-0 von einem Elternpaar alarmiert, dessen Tochter einen Leichenfund sowie den Fundort anscheinend bereits Tage zuvor durch Zeichnungen vorausgesagt hat. |           |                               |                                               |                      |                                        |                           |                                                     |                 |
| 199 | 6         | Nach eigenen Regeln           | Aia I Hi’Ikua; I Hi’Ialo                      | 2. Nov. 2018         | 27. Feb. 2019                          | Peter Weller              | Rob Hanning & Paul Grellong                         | 7,88 Mio.       |
| Per Notlandung landet auf einem Flugzeugträger der Navy eine Maschine mit einem Toten und einem noch lebenden Baby an Bord. Wie sich herausstellt, handelt es sich bei der Leiche um einen ehemaligen Kameraden von Steve, der zuletzt als Söldner tätig war. Zuerst beansprucht das NCIS den Fall für sich, kooperiert später allerdings mit Five-0 und kommt so auf eine Fährte nach Lānaʻi, wo man weitere Leichen findet. Augenscheinlich ging es bei der stattgefunden Schießerei um das Baby. Zur gleichen Zeit kehrt Adam, von dem sich Kono getrennt hat, nach Oahu zurück und bekommt von Danny einen Job bei Five-0 in Aussicht gestellt. Allerdings ermittelt das HPD im Mordfall von Noriko gegen ihn, nachdem Tani die Tatwaffe in seinem Haus zufällig gefunden hat.                               |           |                               |                                               |                      |                                        |                           |                                                     |                 |
| 200 | 7         | Große Träume                  | Pua A’e La Ka Uwahi O Ka Moe                  | 9. Nov. 2018         | 6. März 2019                           | Bryan Spicer              | David Wolkove & Matt Wheeler Idee: Peter M. Lenkov  | 7,53 Mio.       |
| Bei der Eröffnung von Steves und Dannys Restaurant stellt Duke Milton Cooper, einen ehemaligen Freund und Kollegen von Steves Großvater, vor. Cooper überreicht Steve daraufhin eine Aktentasche mit Informationen von einem ungeklärten Fall einer vermissten Frau aus dem Jahre 1941, in dem er und Steven McGarrett in ihrer Freizeit ermittelt hätten. Als Steve daraufhin in die Materie eintaucht, dabei allerdings einschläft, stellt er im Traum die Ermittlungen nach und kann so tatsächlich den Fall aufklären. Später entscheidet er sich zusammen mit Danny, das Restaurant aufzugeben und ihre Anteile an Kamekona zu verkaufen. |           |                               |                                               |                      |                                        |                           |                                                     |                 |
| 201 | 8         | Streithähne                   | Lele pu na manu like                          | 16. Nov. 2018        | 13. März 2019                          | Carlos Bernard            | Chi McBride                                         | 7,88 Mio.       |
| An Thanksgiving bekommt Lou Besuch von seinen Eltern und seinem Bruder Percy. Schnell entwickelt sich eine brüderliche Rivalität um die Frage, wer den besseren Truthahn zubereiten kann, weshalb beide eine Wette abschließen. Five-0 muss sich währenddessen mit einem von einem Tresor erschlagenen Einbrecher befassen. Schnell kommen sie zu dem Schluss, dass es einen weiteren Einbrecher gegeben haben muss, der nach einer speziellen Baseball-Sammelkarte gesucht hat. Als Five-0 den Fall untersucht, finden sie heraus, dass der Leiter eines Obdachlosenheimes mit dem Geld des Verkaufes der Karte Essen für die Bedürftigen gekauft hat. |           |                               |                                               |                      |                                        |                           |                                                     |                 |
| 202 | 9         | Das letzte Kapitel            | Mai Ka Po Mai Ka ’Oia’i’o                     | 30. Nov. 2018        | 20. März 2019                          | Brad Tanenbaum            | Christos N. Gage & Ruth Fletcher Gage               | 7,27 Mio.       |
| Ein Mann, der sich selbst „Night Sentinal“ nennt und in der Nachbarschaft per Selbstjustiz die Kriminalität bekämpft, wird ermordet. Five-0 verdächtigt zuerst einen Rivalen, der sich selbst den Namen „Guardian“ gegeben hat, kommt aber später durch einen vom Night Sentinal selbst geschriebenen Comic über sein Leben auf die Spur einer Verschwörung. So führte der selbsternannte Superheld offenbar die Ermittlungen seines ermordeten Vaters über korrupte Beamte fort, weshalb er sterben musste. Währenddessen übergibt die Yakuza Adam Mr. Kimura, der für den Mord an Noriko verantwortlich ist und diesem im Anschluss Adam anheften wollte. |           |                               |                                               |                      |                                        |                           |                                                     |                 |
| 203 | 10        | Marokko                       | Pio Ke Kukui, Po’ele Ka Hale                  | 7. Dez. 2018         | 27. März 2019                          | Gabriel Beristain         | Paul Grellong                                       | 7,81 Mio.       |
| Als ein unbekannter Killer versucht, die Mitglieder eines SEAL-Teams eines Einsatzes in Marokko im Jahr 2002, darunter auch Steve, zu ermorden, flüchtet McGarrett zusammen mit einem weiteren noch lebenden Teammitglied auf die Ranch von Joe White. Dort bereiten sie sich auf einen neuen Angriff vor, nachdem Steve gegenüber Greer, die an der Operation 16 Jahre zuvor beteiligt war und nun alle Mitglieder verraten hat, die Fährte gelegt hat. Das restliche Five-0-Team versucht derweil, den Auftraggeber zu identifizieren. Außerdem müssen sie feststellen, dass Greer mithilfe eines Wachmannes aus dem Gefängnis fliehen konnte. |           |                               |                                               |                      |                                        |                           |                                                     |                 |
| 204 | 11        | Der Anfang vom Ende           | Hala I Ke Ala O’i’ole Mai                     | 4. Jan. 2019         | 3. Apr. 2019                           | Carl Weathers             | Matt Wheeler & David Wolkove                        | 7,19 Mio.       |
| Nach Joes Tod foltern Steve und Catherine den Anwalt von Omar Hassan, dem Auftraggeber hinter den Morden an Steves Kameraden, um so an dessen Aufenthaltsort zu gelangen. Schließlich finden sie heraus, dass sich Hassan in Laos aufhält, weshalb Steve ein Team, bestehend aus ihm, Catherine, Danny, Junior, Wade Gutches und Harry Langford, zusammenstellt. Über Dimitri, einen Mitarbeiter Hassans, möchte Steve an diesen herankommen und sich für Joe rächen. Tani, Lou und Adam untersuchen derweil den Mord an zwei Männern, die nach der Ersteigerung des Inhaltes eines Lagerraumes menschliche Überreste in diesem gefunden haben. |           |                               |                                               |                      |                                        |                           |                                                     |                 |
| 205 | 12        | Ohana                         | Ka Hauli O Ka Mea Hewa ’Ole, He Nalowale Koke | 11. Jan. 2019        | 10. Apr. 2019                          | Roderick Davis            | Zoe Robyn                                           | 7,96 Mio.       |
| Danny wird mitten in der Nacht von Rachel aufgesucht, da Grace nicht nach Hause gekommen ist. Gemeinsam lassen sie ihr Handy orten und kommen infolgedessen zu einem Unfallort, von dem ihre verletzte Tochter, die zum Überleben eine Not-OP benötigt, abtransportiert wird. Steve, Lou und Junior finden unterdessen Hinweise, dass es sich bei dem Unfall, bei dem Grace und eine Freundin mit erhöhter Geschwindigkeit von der Straße abkamen, um ein Verbrechen handeln könnte. Zur gleichen Zeit unterstützen Tani und Adam Koa bei der Suche nach einer verschwundenen Frau, die erst kurze Zeit zuvor aus einer Suchtklinik entlassen wurde. |           |                               |                                               |                      |                                        |                           |                                                     |                 |
| 206 | 13        | Unter Wasser                  | Ke Iho Mai Nei Ko Luna                        | 18. Jan. 2019        | 17. Apr. 2019                          | Karen Gaviola             | Rob Hanning & Sean O’Reilly Idee: Johnny Richardson | 7,61 Mio.       |
| Am Strand von Hawaii wird eine Leiche angespült, die allem Anschein nach der Taucherkrankheit zum Opfer fiel. Wie sich herausstellt, arbeitete der tote Wissenschaftler in einem Tiefseelabor, weshalb sich Junior, Tani und Adam per U-Boot zu diesem begeben, um den Täter ausfindig zu machen. Dort stellt sich heraus, dass das Labor heimlich zum Yttriumabbau benutzt wurde. Die Täterin, die diese geheimen Informationen an Dritte verkaufen wollte, flieht mit dem U-Boot, woraufhin die verbliebenen Forscher und Five-0-Teammitglieder in einer Druckkammer mit sinkendem Sauerstoffgehalt zurückbleiben und auf Hilfe von außen angewiesen sind. |           |                               |                                               |                      |                                        |                           |                                                     |                 |
| 207 | 14        | Ein Zeichen                   | Ikiiki I Ka La O Keawalua                     | 1. Feb. 2019         | 17. Mai 2019                           | Peter Weller              | Paul Grellong                                       | 7,87 Mio.       |
| Der Schlagzeuger von Flippas Band wird ermordet und dessen Van gestohlen. Ein am Tatort gefundene Haar führt Five-0 zu einem Mädchen, das von ihren Eltern zu einer Konversionstherapie gezwungen werden soll. Wie sich herausstellt war das Opfer ein Sozialarbeiter, der ihr Helfen wollte. Der wahre Täter kann von Five-0 hingegen durch Verkehrskameras identifiziert werden und stellt sich später als Neonazi heraus, der zusammen mit andern Verschwörern Anschläge in fünf amerikanischen Großstädten, darunter Honolulu, verüben möchte. |           |                               |                                               |                      |                                        |                           |                                                     |                 |
| 208 | 15        | Sturm im Paradies             | Ho’opio ’ia E Ka Noho Ali’i A Ka Ua           | 15. Feb. 2019        | 24. Mai 2019                           | Karen Gaviola             | Rob Hanning                                         | 7,30 Mio.       |
| Während Hawaii von einem Hurrikan heimgesucht wird, muss der Verhörraum von Five-0 vorübergehend als Verwahrungszelle für den Kartellboss Alejandro Vega dienen. Dieser soll für das FBI als Kronzeuge gegen verfeindete Kartelle aussagen, weshalb er sich selbst im Five-0-Hauptquartier in großer Gefahr befindet, da die Aliʻiolani Hale ebenso als Unterkunft für die vor dem Sturm evakuierte Bevölkerung dient, unter der sich auch Vegas Feinde befinden. Zeitgleich hilft Tani bei der Evakuierung der Insel mit, wird dabei allerdings von einer hartnäckigen Familie gefangen genommen. |           |                               |                                               |                      |                                        |                           |                                                     |                 |
| 209 | 16        | Die tote Meerjungfrau         | Hapai Ke Kuko, Hanau Ka Hewa                  | 22. Feb. 2019        | 5. Juni 2019                           | Jerry Levine              | Talia Gonzalez & Bisanne Masoud                     | 7,11 Mio.       |
| Eine wohlhabende Verkäuferin einer Luxus-Beautymarke wird während eines Kurses, bei dem die Teilnehmerinnen als Meerjungfrauen verkleidet Synchronschwimmen üben, mit Gift ermordet. Ein erster Verdacht, nach dem ihr Ehemann aufgrund ihrer Lebensversicherung zu seinen Gunsten der Täter ist, führt ins Leere. Doch das Five-0-Team kommt schnell dahinter, dass der Arbeitgeber der Toten etwas mit dem Mord zu tun hat. So finden sie heraus, dass die Firma von einer Gang aus Detroit zur Geldwäsche benutzt wird, was die Tote offenbar veröffentlichen wollte. Da alles aufzufliegen droht, ist nun auch die Firmenchefin in Gefahr. Währenddessen hilft Adam einem obdachlosen Mann, sich dessen Familie wieder anzunähern.                                                                           |           |                               |                                               |                      |                                        |                           |                                                     |                 |
| 210 | 17        | Zerrissen                     | E’ao Lu’au A Kualima                          | 22. Feb. 2019        | 12. Juni 2019                          | Alex O’Loughlin           | David Wolkove & Matt Wheeler                        | 6,98 Mio.       |
| Eine Gruppe von Kriminellen raubt eine Bank aus und flüchtet im Anschluss mit einem aufgerüsteten Fahrzeug. Nachdem Five-0 kontaktiert wurde, stellt sich durch einen Augenzeugenbericht schnell heraus, dass es sich bei einem der Täter um Tory, den Lebensgefährten von Juniors Ex-Freundin Layla, handelt. Um diese sowie ihr Kind nicht unnötig in Gefahr zu bringen, kontaktiert Junior sie zuerst ohne das Wissen der anderen Five-0-Mitglieder. Layla schenkt ihm zwar keinen Glauben, doch Junior kann die weiteren Täter sowie den unbekannten Strippenzieher hinter dem Überfall schnell ausfindig machen. Als er die Beweise seinen Kollegen vorlegt und die Gruppe rund um Tory dadurch in die Enge getrieben wird, muss Junior abwägen, was für Layla das Beste wäre.                              |           |                               |                                               |                      |                                        |                           |                                                     |                 |
| 211 | 18        | Schwiegermutter zu Besuch     | Ai No I Ka ’Ape He Mane'o No Ko Ka Nuku.      | 8. März 2019         | 19. Juni 2019                          | Eagle Egilsson            | Matt Wheeler & David Wolkove                        | 7,27 Mio.       |
| Während Danny und Steve für Dannys anstrengende Ex-Schwiegermutter Amanda Savage, eine bekannte Buchautorin, als Leibwächter herhalten müssen, untersuchen Lou, Adam, Junior und Tani den Fall eines toten Sportlers, der sich nach einer Verletzung mithilfe von Steroiden zurückkämpfen wollte. Wie sich herausstellt, schluckte er dabei versehentlich aber auch einen Giftstoff, dessen Quelle sich in ein Fitnessstudio zurückverfolgen lässt. Als Trainerin bzw. Sportler getarnt, schleusen sich Tani und Junior in diesen ein und kommen so auf die Spur eines Mannes, der Steroide im Gegenzug für Blutkonserven der Sportler eintauscht und offenbar noch in weitere kriminelle Machenschaften verstrickt ist.                                                                                         |           |                               |                                               |                      |                                        |                           |                                                     |                 |
| 212 | 19        | Der falsche Fensterputzer     | Pupuhi Ka He’e O Kai Uli                      | 15. März 2019        | 26. Juni 2019                          | Maja Vrvilo               | Christos Gage & Ruth Fletcher Gage                  | 6,51 Mio.       |
| Das HPD findet einen von einem Hochhaus gestürzten Fensterputzer tot auf. Auf dem Dach des Hauses, dem Tatort, kann Jerry feststellen, dass zwei Täter sein Sicherungsseil durchtrennten und dass eine weitere Zeugin fliehen konnte. Über einen Fernbedienung, die sie beim Toten finden, können Steve, Junior, Tani und Jerry eine Garage aufspüren, die wie sich herausstellt das Atelier eines unbekannten Street-Art-Künstlers, des Opfers, war. Mithilfe von Gerard Hirsch kommt das Team so auf die Spur der geflohenen Zeugin, die als Aktivistin politisch verfolgt wird. Lou und Adam kümmern sich währenddessen um den Fall eines Toten, dem nach der Tat sein wertvolles Hawaiihemd gestohlen wurde.                                                                                                 |           |                               |                                               |                      |                                        |                           |                                                     |                 |
| 213 | 20        | Von Hand zu Hand              | Ke Ala O Ka Pu                                | 5. Apr. 2019         | 3. Juli 2019                           | David Straiton            | Paul Grellong                                       | 6,84 Mio.       |
| Zwei Junkies verkaufen eine Waffe, die in der Vergangenheit schon bei Fällen von John McGarrett, Danny und Tani zum Einsatz kam, an ein minderjähriges Mädchen. Einer der beiden, ein guter Bekannter von Junior, fühlt sich schuldig uns erzählt so dem Five-0-Mitglied von der Tat. Das Team nimmt daraufhin die Ermittlungen auf und kann die Käuferin durch Zurückverfolgung der Verhandlungen im Darknet schnell ausfindig machen. Kurz zuvor fand Five-0 bereits einen Toten, der mit dem zur Waffe passenden Kaliber umgebracht wurde. Das junge Mädchen bestreitet die Tat zuerst, weshalb es eine Weile dauert, bis die Ermittler dahinter kommen, dass alles mit einem Scheidungskrieg und dem neuen Freund der Mutter, dem Toten, zu tun hat.                                                         |           |                               |                                               |                      |                                        |                           |                                                     |                 |
| 214 | 21        | Katzenjammer                  | He Kama Na Ka Pueo                            | 12. Apr. 2019        | 10. Juli 2019                          | Jerry Levine              | David Wolkove & Matt Wheeler                        | 6,87 Mio.       |
| Five-0 untersucht den Fall eines Privatdetektivs, der lebendig eingeäschert wurde. Die Spur führt als erstes zu einem seiner Klienten, dem Five-0 nachweisen kann, dass er in die Wohnung des Opfers eingebrochen ist und dessen Besitztümer verkauft hat. Der Verdächtige kann zwar ein wasserdichtes Alibi vorweisen, bringt die Ermittler allerdings darauf, dem ebenfalls verschwundenen Laptop des Opfers nachzugehen. So erfahren sie durch den E-Mail-Verkehr, dass der unbekannte Täter einen weiteren Klienten nach Oahu gelockt hat und dass alles mit einem Entführungsfall von vor über zwanzig Jahren zusammenhängt. |           |                               |                                               |                      |                                        |                           |                                                     |                 |
| 215 | 22        | Noelani                       | O Ke Kumu, O Ka Mana, Ho’opuka ’ia            | 26. Apr. 2019        | 17. Juli 2019                          | Brad Turner               | Rob Hanning & Ashley Dizon                          | 6,62 Mio.       |
| Noelani wird entführt, soll für die Täter eine Aortenklappe aus der Gerichtsmedizin stehlen und so zusammen mit ihrer ehemaligen Professorin Dr. Chu einen schwerverletzten Mann retten, der, wie sich herausstellt, der Vater eines der Täter ist. Gleichzeitig wird Adam von Tamiko Masuda aufgesucht, die ihm erzählt, dass ihr Verlobter zu der gemeinsamen Hochzeit nicht erschienen ist. Des Weiteren offenbart sie, dass ihr Freund ein verdeckter Ermittler für das FBI war, der zum Ziel hatte, die Yakuza unter der Leitung von Hajime Masuda, dem Vater von Tamiko, zu zerschlagen. |           |                               |                                               |                      |                                        |                           |                                                     |                 |
| 216 | 23        | Mord ist ihr Hobby            | Ho’okahi No La O Ka Malihini                  | 3. Mai 2019          | 24. Juli 2019                          | Gabriel Beristain         | Zoe Robyn                                           | 6,77 Mio.       |
| Five-0 untersucht den Mord an einem Taxifahrer und dessen Klienten. Wie sich herausstellt, war der Fahrgast ein Geschäftsmann vom Festland, der für eine Tagung auf der Insel war, sich nebenbei aber auch amüsieren wollte. So findet das Team heraus, dass das Opfer allerlei Drogen genommen und in einem Lokal eine Frau aufgerissen hat, die aufgrund ihrer Nichtauffindbarkeit in den Fokus von Five-0 gerät. Währenddessen wird Steve von seiner Schwester Mary besucht, die eigentlich nun ein paar Tage Urlaub auf Oahu machen möchte. Doch das Geschwisterpaar kommt unfreiwillig hinter die illegalen Geschäfte der Nachbarn von Marys Unterkunft. |           |                               |                                               |                      |                                        |                           |                                                     |                 |
| 217 | 24        | Die Schuldfrage               | Hewa Ka Lima                                  | 10. Mai 2019         | 31. Juli 2019                          | Peter Weller              | Paul Grellong & Sean O’Reilly                       | 6,78 Mio.       |
| Aaron Wright kontaktiert Five-0 und offenbart den Ermittlern, dass er Zeuge eines Verbrechens wurde. So sei er nach seiner Flucht schließlich bei der NSA gelandet, für die er in einem geheimen Büro auf Hawaii Cyberangriffe ausführte. Eines Morgens seien jedoch plötzlich bewaffnete Männer in die Einrichtungen eingedrungen, hätten Wrights Kollegen umgebracht und im Anschluss alle Daten von den Servern gestohlen. Als das Five-0-Team die Ermittlungen aufnimmt, können sie Verbindungen zu einer auf Oahu ansässigen Firma in der Pharmabranche ziehen, die allem Anschein nach Dinge verheimlichen möchte. |           |                               |                                               |                      |                                        |                           |                                                     |                 |
| 218 | 25        | Das Leben geht weiter         | Hana Mao ’Ole Ka Ua O Waianae                 | 17. Mai 2019         | 7. Aug. 2019                           | Eagle Egilsson            | Matt Wheeler & David Wolkove                        | 5,11 Mio.       |
| Das Five-0-Team kann einen Mord dem mittlerweile seit zwei Tagen verschwundenen Aaron Wright zuordnen. Dieser möchte die bei dem von ihm inszenierten Überfall des NSA-Büros gewonnenen Cyberwaffen an den Höchstbieten verkaufen, muss dabei gleichzeitig allerdings Five-0 mit seinen Fähigkeiten auf Abstand halten. Diese kommen immer weiter hinter seine Vorgehensweisen, finden heraus, dass er eine Beziehung auf Hawaii eingegangen ist und können später verhindern, dass er die Insel verlässt, ihn verhaften und schließlich auch die Cyberwaffen sicherstellen. Wenig später möchte die Witwe von Omar Hassan Frieden mit Five-0 und der Vergangenheit schließen, benutzt ihren Besuch allerdings nur als Vorwand, um im Hauptquartier mit einer Waffe in Richtung von Steve und Jerry zu schießen. |           |                               |                                               |                      |                                        |                           |                                                     |                 |

## Staffel 10
Die Erstausstrahlung der zehnten Staffel erfolgt zwischen dem 27. September 2019 und dem 3. April 2020 auf CBS. Die deutschsprachige Erstausstrahlung sendete der Schweizer Free-TV-Sender 3+ vom 15. Januar bis zum 9. September 2020.
| Nr. (ges.) | Nr. (St.) | Deutscher Titel             | Originaltitel                                          | Erstausstrahlung USA | Deutschsprachige Erstausstrahlung (CH) | Regie            | Drehbuch                                           | Zuschauer (USA) |
| --- | --------- | --------------------------- | ------------------------------------------------------ | -------------------- | -------------------------------------- | ---------------- | -------------------------------------------------- | --------------- |
| 219 | 1         | Quinn Liu                   | Ua ’eha Ka ’ili I Ka Maka O Ka Ihe                     | 27. Sep. 2019        | 15. Jan. 2020                          | Duane Clark      | David Wolkove & Matt Wheeler Idee: Peter M. Lenkov | 7,03 Mio.       |
| Bei einer Opernaufführung wird ein Anführer der Triaden von einem Scharfschützen erschossen. Die Ermittlungen von Five-0 kreuzen sich mit denen der Militärpolizisten Quinn Liu, die nach zwei vermissten Veteranen sucht. Alles deutet darauf hin, dass beide als Auftragskiller angeworben wurden. So muss auch Hajime Masuda feststellen, dass er ein Ziel der Gesuchten ist. |           |                             |                                                        |                      |                                        |                  |                                                    |                 |
| 220 | 2         | Auf Biegen und Brechen      | Kuipeia E Ka Makani Apaa                               | 4. Okt. 2019         | 22. Jan. 2020                          | Karen Gaviola    | Talia Gonzalez & Bisanne Masoud                    | 6,56 Mio.       |
| Junior und Tani erreichen einen eingestürzten Straßentunnel und beginnen mit der Evakuierung der Personen. Als Junior dabei auf verdächtige Personen aufmerksam wird, kommt es zum Schusswechsel und durch eine Explosion werden neun Leute, darunter Junior und Tani, von der Außenwelt abgeschottet. Während die Bergungsarbeiten laufen, findet das restliche Five-0-Team heraus, dass während des Einsturzes wohl ein Gefangener fliehen konnte. Wie sich herausstellt, wurde er vom FBI in einem Haus auf Oʻahu festgehalten, nachdem er zuvor öffentlich für tot erklärt wurde. |           |                             |                                                        |                      |                                        |                  |                                                    |                 |
| 221 | 3         | Der Passagier auf 4C        | E Uhi Ana Ka Wa I Hala I Na Mea I Hala                 | 11. Okt. 2019        | 29. Jan. 2020                          | Brad Turner      | Matt Wheeler & David Wolkove                       | 7,09 Mio.       |
| Nachdem das Wrack eines 1983 abgestürzten Flugzeuges im Pazifik entdeckt wurde, findet ein Forschungsteam einen ermordeten Taucher in der Flugzeugkabine. Lange Zeit geht Five-0 davon aus, dass das Opfer den Flugschreiber bergen wollte, um so nach über drei Dutzend Jahren die mysteriösen Umstände des Absturzes aufzuklären, doch schon bald kommen die Ermittler auf die richtige Fährte. Währenddessen beschatten Steve und Quinn Wes Cullen, den sie für ein gescheitertes Bombenattentat auf Steves Haus verdächtigen. |           |                             |                                                        |                      |                                        |                  |                                                    |                 |
| 222 | 4         | Tausend Regeln              | Ukuli’i Ka Pua, Onaona I Ka Mau’u                      | 18. Okt. 2019        | 5. Feb. 2020                           | Peter Weller     | Zoe Robyn                                          | 6,34 Mio.       |
| Das HPD findet in einem verlassenen Van die drei Entführer einer Teenagerin erschossen vor. Von der jungen, für Five-0 noch unbekannten Frau fehlt jede Spur, doch wie die Ermittler schnell herausfinden, war sie offenbar eine nordkoreanische Spionin, selbst für die drei Leichen verantwortlich und ihre Entführung nur ein unglücklicher Zufall. Mehr und mehr gerät die nationale Sicherheit in Gefahr, weshalb Five-0 auch die Hilfe vom im Gefängnis sitzenden Aaron Wright benötigt. |           |                             |                                                        |                      |                                        |                  |                                                    |                 |
| 223 | 5         | Verschwunden                | He ’oi’o Kuhihewa; He Kaka Ola I ’ike ’ia E Ka Makaula | 25. Okt. 2019        | 12. Feb. 2020                          | Yangzom Brauen   | Rob Hanning & Zoe Robyn                            | 6,70 Mio.       |
| Während Max an Halloween dem Five-0-Team einen Besuch abstattet, wird eine ältere Frau in ihrem Haus von Einbrechern erschossen. Die Täter haben es auf einen im Haus befindlichen Safe abgesehen, müssen jedoch feststellen, dass sich in diesem eine lebende Person befindet, die auf engstem Raum fast drei Jahrzehnte gelebt hat. Am Tatort findet Five-0 daraufhin die Leiche von einem der Täter, der andere wird vermisst. Gleichzeitig wird Noelani aus der Gerichtsmedizin eine Leiche entwendet, da die Täter offenbar ihre Spuren im Mordfall verwischen wollen. |           |                             |                                                        |                      |                                        |                  |                                                    |                 |
| 224 | 6         | Nicht zu bremsen            | A’ohe Pau Ka ’ike I Ka Halau Ho’okahi                  | 1. Nov. 2019         | 19. Feb. 2020                          | Karen Gaviola    | Duppy Demetrius                                    | 7,13 Mio.       |
| Das HPD wird auf ein Auto mit überhöhter Geschwindigkeit aufmerksam, das während der Verfolgungsjagd mit der Polizei eine Passantin tötete. Die Beamten können den Wagen zwar stoppen, müssen allerdings feststellen, dass es sich um ein ferngesteuertes Auto handelt. Five-0 findet durch Gegenstände aus dem Innenraum heraus, dass das Auto Drogendealern zuzuordnen ist, die mit dem fahrerlosen Wagen ihre Spuren verwischen wollten. Während Steve, Danny, Lou, Adam und Junior versuchen, die Dealer aufzuspüren, widmen sich Tani und Quinn dem Mordfall einer Rentnerin. |           |                             |                                                        |                      |                                        |                  |                                                    |                 |
| 225 | 7         | DNA                         | Ka ’i’o                                                | 8. Nov. 2019         | 26. Feb. 2020                          | Alex O’Loughlin  | Alex O’Loughlin                                    | 7,13 Mio.       |
| Steve wird von einem CIA-Agenten kontaktiert. Dieser informiert ihn darüber, dass Doris McGarrett ins Sinaloa-Kartell geschleust wurde, dort eine Beziehung mit der Anführerin begann und nun im Verdacht steht, abtrünnig geworden zu sein und ihren Partner erschossen zu haben. Der CIA-Agent fordert von Steve, bei einer geheimen Mission in Mexiko Doris zurück in die Vereinigten Staaten zu überführen und die Anführerin des Kartells auszuschalten. Andernfalls werde die CIA den Tötungsbefehl für Doris aussprechen. Aus diesem Grund reist Steve über Kolumbien und Panama nach Mexiko, wird aber schon auf dem Weg dorthin von Kartellanhängern abgefangen, wobei sein kolumbianischer Kontaktmann getötet wird. In Sinaloa trifft Steve schließlich auf seine Mutter, die allerdings ganz und gar nicht daran interessiert ist, in die Vereinigten Staaten überführt zu werden. |           |                             |                                                        |                      |                                        |                  |                                                    |                 |
| 226 | 8         | Mit Rat und Tat             | Ne’e Aku, Ne’e Mai Ke One O Punahoa                    | 15. Nov. 2019        | 4. März 2020                           | Carlos Bernard   | Chi McBride & Matt Wheeler                         | 7,36 Mio.       |
| In einem Rettungshubschrauber wird der Verletzte gewalttätig, ermordet zwei Sanitäter, zwingt den Piloten zur Landung, tötet auch diesen und flüchtet. Zeugenberichte führen Five-0 in den Dschungel, von wo aus der Verletzte abtransportiert wurde. Adam und Junior finden dort eine große Menge an Heroin und werden von einer Drogenbande angegriffen. Durch das Eingreifen von Steve können die Angreifer ausgeschaltet werden. Unterdessen empfängt Lou seine Nichte Siobhan, die ein Probetraining für eine Basketballmannschaft auf Hawaii absolvieren soll. |           |                             |                                                        |                      |                                        |                  |                                                    |                 |
| 227 | 9         | Hawaiianisches Gold         | Ka La’au Kumu ’ole O Kahilikolo                        | 22. Nov. 2019        | 11. März 2020                          | Ron Underwood    | Paul Grellong & Noah Evslin                        | 7,33 Mio.       |
| Five-0 untersucht den Raubmord eines vermögenden Unternehmers, dem ausschließlich eine wertvolle Koa-Akazie von seinem Grundstück gestohlen wird. Da kurze Zeit später die Täter erschossen aufgefunden werden, fällt der Verdacht schnell auf die Kinder des Mordopfers, da Five-0 den entwendeten Baum als geheimes Versteck von belastenden Beweisen in einem in der Vergangenheit liegenden, unaufgeklärten Mordfall vermutet. Zeitgleich untersuchen Junior und Tani den Einbruch in das Haus von Juniors Eltern. |           |                             |                                                        |                      |                                        |                  |                                                    |                 |
| 228 | 10        | Allein                      | O ’oe, A ’owau, Nalo Ia Mea                            | 6. Dez. 2019         | 18. März 2020                          | Kristin Windell  | Paul Grellong & Rob Hanning                        | 6,55 Mio.       |
| Das Five-0-Team untersucht drei Mordfälle, die alle miteinander in Zusammenhang stehen. Die Opfer scheinen zunächst keine Verbindung zueinander zu haben, lediglich die Tatsache, dass allen rund zehn Jahre zuvor eine größere Geldsumme überwiesen wurde, stellt eine Gemeinsamkeit dar. Die Fährte führt die Ermittler schließlich zu einem weiteren, in der Vergangenheit liegenden Mordfall. Währenddessen wird Tamiko vor Adams Augen von einer philippinischen Gang, die im Konflikt mit der Yakuza steht, entführt. Gemeinsam mit Hajime versucht er nun, die Täter aufzuspüren und die Geisel zu befreien. |           |                             |                                                        |                      |                                        |                  |                                                    |                 |
| 229 | 11        | Dunkle Wolken               | Ka I Ka ’ino, No Ka ’ino                               | 13. Dez. 2019        | 25. März 2020                          | Karen Gaviola    | Kendall Sherwood                                   | 6,57 Mio.       |
| Five-0 untersucht den Absturz eines Hubschraubers, der von einer Rakete abgeschossen wurde. Nach einigen Ermittlungen findet das Team heraus, dass der in kriminelle Machenschaften verwickelte Pilot das Ziel des Anschlages war. Im Verlauf weiterer Nachforschungen kommen die Ermittler auf die Spur von Daiyu Mei, der Witwe von Wo Fat, und mit ihr im Zusammenhang stehenden Waffengeschäften auf dem Schwarzmarkt. Währenddessen zieht sich Adam nach Hajime Masudas Tod von Five-0 zurück, um tiefer in die Yakuza einzutauchen und einem Verdacht gegen Masudas ehemaligem Gefolgsmann Kenji Higashi nachzugehen. |           |                             |                                                        |                      |                                        |                  |                                                    |                 |
| 230 | 12        | Anruf mit Folgen            | Ihea ’oe I Ka Wa A Ka Ua E Loku Ana?                   | 3. Jan. 2020         | 1. Apr. 2020                           | Katie Boyum      | David Wolkove Idee: Peter M. Lenkov                | 8,06 Mio.       |
| Als Five-0 einen Gefolgsmann von Daiyu Mei bis zu einem Treffen mit einer unbekannten Kontaktperson in einer Hotel beschattet, nehmen beide Zielpersonen eine Geisel. Die Ermittler können die Geiselnahme beenden und die Kontaktperson erschießen, Meis Anhänger allerdings nicht mehr schnappen. Wenig später schließt sich das Five-0-Team mit den Privatdetektiven Thomas Magnum und Juliet Higgins zusammen, welche die Kontaktperson observiert hatten. So finden Steve und Magnum im Haus des Verstorbenen Dokumente, die auf eine Tätigkeit als chinesischer Spion hindeuten. Wie sich im weiteren Verlauf der Ermittlungen herausstellt, scheint eine Liste von Doppelagenten der CIA das Objekt der Begierde von Mei zu sein. |           |                             |                                                        |                      |                                        |                  |                                                    |                 |
| 231 | 13        | Ganz diskret                | Loa’a Pono Ka ’iole I Ka Punana.                       | 10. Jan. 2020        | 8. Juli 2020                           | Antonio Negret   | Kendall Sherwood & Chris Wu                        | 7,75 Mio.       |
| Da alle anderen Teammitglieder anderweitig beschäftigt sind, müssen Lou und Tani allein einen Mordfall übernehmen. Dieser ereignete sich auf dem Gelände eines Golfclubs, wobei ein Clubmitglied in der Kältekammer erfroren aufgefunden wird. Lou bekommt bei seinen Ermittlungen tatkräftige Unterstützung vom Besitzer des Golfclubs, der sich als nützlicher Partner herausstellt. Währenddessen ist Adam nach Tokio gereist, nachdem er den Dienst bei Five-0 quittierte. Dort möchte er unter einem einflussreichen Syndikatsboss seinen Platz einnehmen. |           |                             |                                                        |                      |                                        |                  |                                                    |                 |
| 232 | 14        | Verunglückt                 | I Ho’olulu, Ho’ohulei ’ia E Ka Makani                  | 31. Jan. 2020        | 15. Juli 2020                          | Peter Weller     | Paul Grellong Idee: Peter M. Lenkov                | 7,56 Mio.       |
| Danny lernt in einer Bar eine Frau kennen. Als er sie nach Hause fahren möchte, kommt sein Auto auf einer wenig befahrenen Straße wegen eines entgegenkommenden Fahrzeugs von der Fahrbahn ab und stürzt einen Abhang hinab. Während Danny nur leichte Verletzungen davonträgt, ist die junge Frau im Wagen eingeklemmt und hat zudem eine lebensbedrohliche Stichwunde im Rücken. Da es keinen Handyempfang gibt, müssen sie auf vorbeikommende Fahrzeuge hoffen. Unterdessen stellt sich heraus, dass Steves Hund Eddie unter posttraumatischem Stress leidet. |           |                             |                                                        |                      |                                        |                  |                                                    |                 |
| 233 | 15        | Unfreiwillig                | He Waha Kou O Ka He’e                                  | 7. Feb. 2020         | 22. Juli 2020                          | Ian Anthony Dale | Chi McBride & Matt Wheeler                         | 6,69 Mio.       |
| Adam gerät zunehmend zwischen die Fronten von Five-0 und der Yakuza. Als Siobhan, eine Polizeischülerin und die Nichte von Lou, ihren Freund Endo, der wiederum von seinem Patenonkel Kenji Higashi in die Polizeiakademie geschleust wurde, verdächtigt, eine Affäre zu haben, beobachtet sie stattdessen krumme Geschäfte des Yakuza-Anhängers, woraufhin sie spurlos verschwindet. Adam muss während den Ermittlungen zwischen beiden Parteien verhandeln, ohne sich dabei gegenüber Five-0 zu verraten, dass er von der Yakuza als Spitzel in die Einheit eingeschleust wurde. |           |                             |                                                        |                      |                                        |                  |                                                    |                 |
| 234 | 16        | Das Geständnis              | He Kauwa Ke Kanaka Na Ke Aloha                         | 14. Feb. 2020        | 29. Juli 2020                          | Jerry Levine     | Rob Hanning                                        | 6,95 Mio.       |
| Am Valentinstag wird das HPD zu einem Tatort gerufen, an dem eine Ehefrau angibt, ihren Mann ermordet zu haben. Nach einer Vernehmung ist Danny der Ansicht, dass die Frau den wahren Täter deckt. Das Team findet heraus, dass die vermeintliche Mörderin von ihrem Ehemann misshandelt wurde und eine heimliche Affäre hatte. Da sie vermutete, dass ihr Liebhaber der Täter war, nahm sie den Mord auf sich. Doch auch der Liebhaber erweist sich als unschuldig. Der Fall nimmt eine weitere Wendung, als die Ermittlungen ergeben, dass der Mord in Wirklichkeit etwas mit der Diplomatentätigkeit des thailändischen Opfers in Indien zu tun hat. Währenddessen werden Tani und Noelani als Geiseln bei einem Raubüberfall in einem Supermarkt genommen. |           |                             |                                                        |                      |                                        |                  |                                                    |                 |
| 235 | 17        | Mord, wie er im Buche steht | He Kohu Puahiohio I Ka Ho’olele I Ka Lepo I Luna       | 21. Feb. 2020        | 5. Aug. 2020                           | Karen Gaviola    | Paul Grellong & Matt Wheeler                       | 6,66 Mio.       |
| Eine Mordserie beschäftigt die Five-0-Task-Force. Alle Taten wurden systematisch, der Handlung eines 100 Jahre alten, unveröffentlichten Skriptes einer bekannten Kriminalautorin folgend, begangen. Bei einer Expertin für die Autorin holen die Ermittler Erkundungen ein, die später darauf schließen lassen, dass auch die Sachverständige Ziel eines Mordanschlags werden könnte. Unterdessen ist Harry Langford auf einer Literaturmesse auf der Insel zutage, da er, wie er Steve und Danny erzählt, auf Anhieb einen Bestseller geschrieben hat. Um unerkannt zu bleiben, engagierte er einen Schauspieler, der den mysteriösen Autor darstellen sollte. Doch als dieser schließlich entführt wird, erkennt Langford, dass es jemand auf ihn abgesehen hat. |           |                             |                                                        |                      |                                        |                  |                                                    |                 |
| 236 | 18        | Beweisstücke                | Nalowale I Ke ’ehu O He Kai                            | 28. Feb. 2020        | 12. Aug. 2020                          | Tate Donovan     | Talia Gonzalez & Bisanne Masoud Idee: Zoe Robyn    | 6,81 Mio.       |
| Mithilfe von Adam gelingt es Five-0 endlich, den neuen Yakuza-Anführer Kenji Higashi des Mordes zu überführen. Wenig später müssen sich die Ermittler um einen Mordfall auf hoher See kümmern. Scheinbar wurde ein Frachtschiff von Piraten überfallen und dabei der Kapitän erschossen. Wie sich im Laufe der Ermittlungen jedoch herausstellt, war nichts Wertvolles im Safe des Schiffes, der von den Seeräubern geleert wurde, weshalb Five-0 erkennt, dass hier ein falsches Spiel gespielt wird. Unterdessen trauert Noelani um ihren verstorbenen Onkel, zweifelt jedoch an der offiziellen Todesursache und nimmt selbst die Ermittlungen auf. |           |                             |                                                        |                      |                                        |                  |                                                    |                 |
| 237 | 19        | Goldrausch                  | E Ho’i Na Keiki Oki Uaua O Na Pali                     | 6. März 2020         | 19. Aug. 2020                          | Geoff Shotz      | Noah Evslin & Rob Hanning                          | 6,98 Mio.       |
| Five-0 untersucht den Mord an einem Rancher, der von Unbekannten an ein Pferd gebunden über sein Land gezogen und schließlich erschossen wurde. Die Ermittlungen ergeben, dass der Tote offenbar zwei über einhundert Jahre alte Leichen auf seinem Grund fand, die das Resultat einer uralten Feindschaft zweier Familien waren. Allem Anschein nach haben beide Verbrechen mit einem verschwundenen Goldschatz aus eben jener Zeit zu tun. Unterdessen wird Quinn von ihrer ehemaligen Stieftochter kontaktiert, die in großer Sorge ist, weil ihr spielsüchtiger Vater schon seit drei Tagen verschwunden ist. |           |                             |                                                        |                      |                                        |                  |                                                    |                 |
| 238 | 20        | Besonders wertvoll          | He Puhe’e Miki                                         | 13. März 2020        | 26. Aug. 2020                          | Andi Armaganian  | Kendall Sherwood & Chris Wu                        | 7,11 Mio.       |
| Eine Schnupftabakdose veranlasst Gerard Hirsch dazu, in der Vergangenheit seines Onkels herumzuschnüffeln, der als Dieb bekannt war. Mit der Hilfe von Tani stößt er dabei auf einen alten Mordfall. Unterdessen untersucht das restliche Five-0-Team die Leiche eines Mannes, der offenbar einem Raubmord zum Opfer gefallen ist, seine Frau ist vorerst spurlos verschwunden. |           |                             |                                                        |                      |                                        |                  |                                                    |                 |
| 239 | 21        | Heldenhaft                  | A ’ohe Ia E Loa’a Aku, He Ulua Kapapa No Ka Moana      | 27. März 2020        | 2. Sep. 2020                           | Roderick Davis   | Peter M. Lenkov & David Wolkove                    | 8,44 Mio.       |
| Steve erhält einen posthumen Brief von seiner Mutter, in dem sich eine Geheimschrift befindet. Derweil sucht das restliche Five-0-Team einen Mann, der eine Mutter und ihren Sohn vor zwei Entführern gerettet hat und dann spurlos verschwunden ist. |           |                             |                                                        |                      |                                        |                  |                                                    |                 |
| 240 | 22        | Aloha Oe                    | Aloha                                                  | 3. Apr. 2020         | 9. Sep. 2020                           | Duane Clark      | David Wolkove & Matt Wheeler Idee: Peter M. Lenkov | 9,59 Mio.       |
| Danny wird von Daiyu Mei entführt und schwer verletzt, da diese hinter der Geheimschrift her ist, die Steves Mutter ihm hinterlassen hat und die von Catherine Rollins schließlich entschlüsselt werden konnte. Außerdem kann Steve den Fall lösen, wie sein Vater vor zehn Jahren von Wo Fat ermordet wurde. Am Ende nimmt sich Steve eine Auszeit. Er verlässt Hawaii. Im Flugzeug trifft er Catherine. |           |                             |                                                        |                      |                                        |                  |                                                    |                 |